# Koleje Wielkopolskie
Koleje Wielkopolskie (identyfikator literowy PL—KW) – polski przewoźnik kolejowy powołany 28 września 2009 przez samorząd województwa wielkopolskiego do wykonywania przewozów regionalnych na terenie Wielkopolski oraz częściowo na terenie województwa łódzkiego. Aktualnie realizuje przewozy na odcinkach: Zbąszynek – Konin – Kutno, Leszno – Ostrów Wielkopolski, Poznań – Wolsztyn i Poznań – Gołańcz, Poznań Główny – Krotoszyn, Gniezno – Jarocin. Na liniach: Poznań – Mogilno, Poznań – Kępno oraz Poznań – Zbąszynek, Poznań – Piła Główna - Wyrzysk Osiek, Poznań – Krzyż - Piła Główna przewoźnik współdzieli przewozy pasażerskie ze spółką Polregio.

## Geneza przedsiębiorstwa

### Stan kolei po 1989 roku
Po 1989 doszło w Polsce do masowego zawieszania i likwidowania nierentownych linii kolejowych. Powodami były: nieefektywny, drogi w eksploatacji tabor, niszczejące tory i nadmierna infrastruktura, jak też odpływ pasażerów spowodowany wzrostem liczby samochodów prywatnych. Z 1093 mln pasażerów przewiezionych w 1980, w 2001 liczba ta zmalała do 309 mln, a w 2010 – do 291 mln pasażerów. Redukcje połączeń i likwidacja nierentownych linii dotknęły także województwo wielkopolskie.
Ustawą z dnia 8 września 2000 przedsiębiorstwo państwowe Polskie Koleje Państwowe zostało skomercjalizowane i przekształcone w spółkę prawa handlowego. Z poszczególnych działów organizacyjnych utworzono spółki zależne od skomercjalizowanego PKP SA. Na podstawie Sektora Przewozów Pasażerskich PKP utworzona została spółka PKP Przewozy Regionalne, której powierzono prowadzenie pociągów regionalnych oraz międzyregionalnych osobowych i pospiesznych. W wyniku dalszej restrukturyzacji sektora kolejowych przewozów pasażerskich z dniem 1 stycznia 2004 finansowanie przewozów regionalnych powierzono samorządom wojewódzkim.

### Próby porozumienia UMWW z PKP PR
Zły stan taboru zarządzanego przez PKP Przewozy Regionalne, jeszcze w 2004 skłonił wielkopolski Urząd Marszałkowski do rozpoczęcia prac nad utworzeniem własnego przewoźnika kolejowego. W latach 2004–2006 samorząd województwa prowadził rozmowy z przedstawicielami spółki PKP PR na temat utworzenia wspólnego przedsiębiorstwa na wzór Kolei Mazowieckich poprzez przeniesienie całości działalności Wielkopolskiego Zakładu Przewozów Regionalnych na nowy podmiot. Na tabor miały składać się autobusy szynowe należące do województwa wielkopolskiego oraz majątek Wielkopolskiego Zakładu PR. Województwo w nowej spółce miało posiadać 51% udziałów, natomiast PKP PR miała przypaść reszta. Rozpoczęcie przewozów przez Koleje Wielkopolskie planowane było na 1 stycznia 2007. We wrześniu 2006 rozmowy między UMWW a PKP PR zostały wstrzymane. Rząd nie godził się na umorzenie długów przewoźnika państwowego, więc PKP PR nie mógł wnieść taboru do nowej spółki. Sprawę chciano rozwiązać poprzez zmianę aportu taboru na jego dzierżawę. Przesunięto także debiut Kolei Wielkopolskich na 1 lipca 2007. W maju 2007 stało się jasne, że i ten termin nie zostanie dotrzymany. Urząd marszałkowski obwiniał rząd za problemy z powstaniem nowego przewoźnika. Ostatecznie nie doszło do porozumienia, a powodem były wysokie koszty dzierżawy taboru.

## Historia

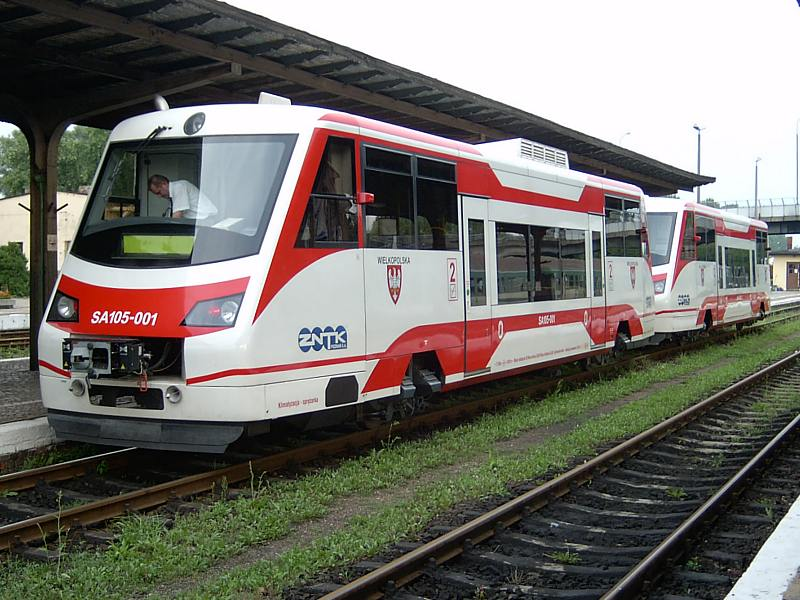
SA105 Regio Tramp

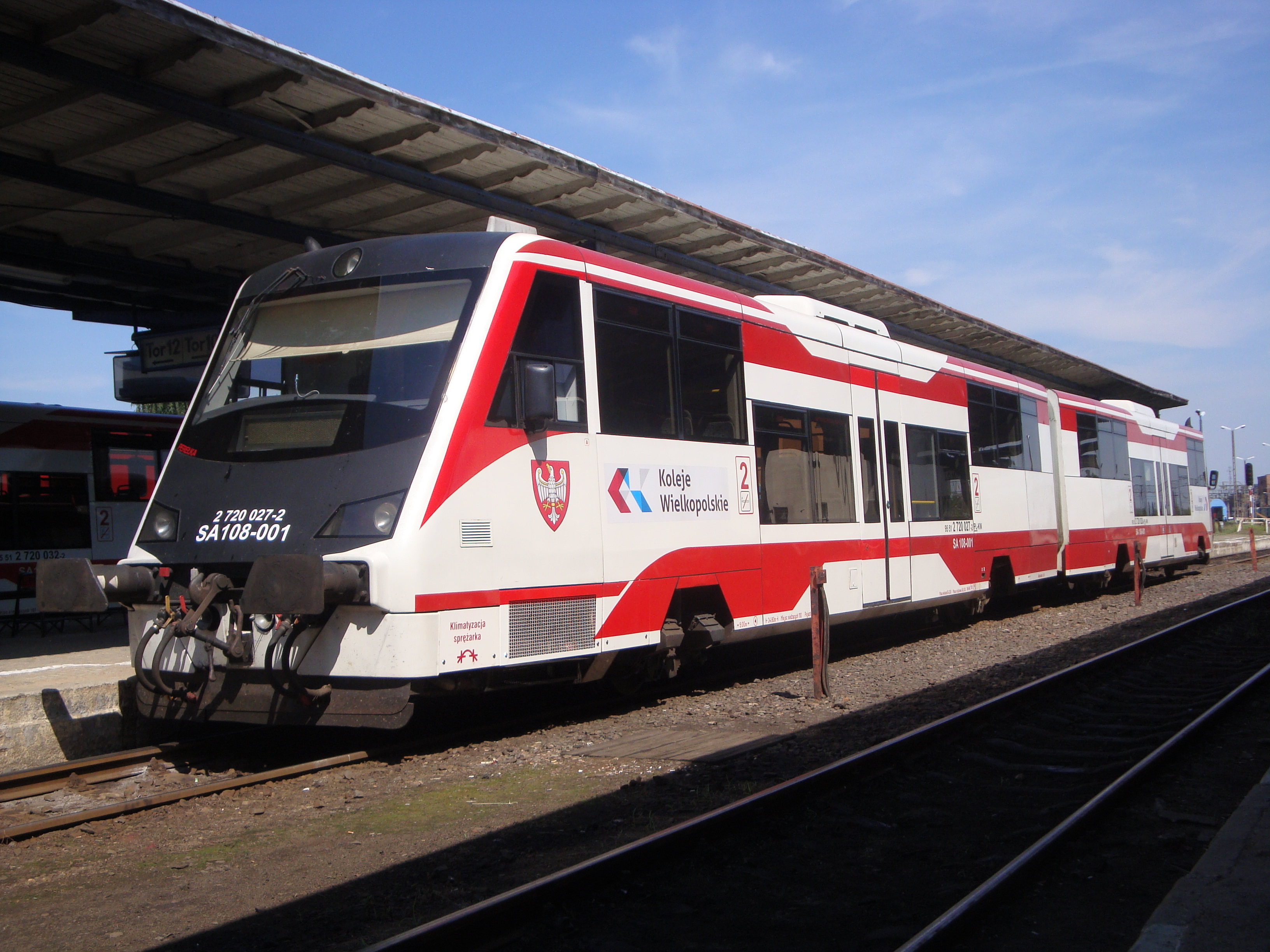
SA108 Regio Tramp

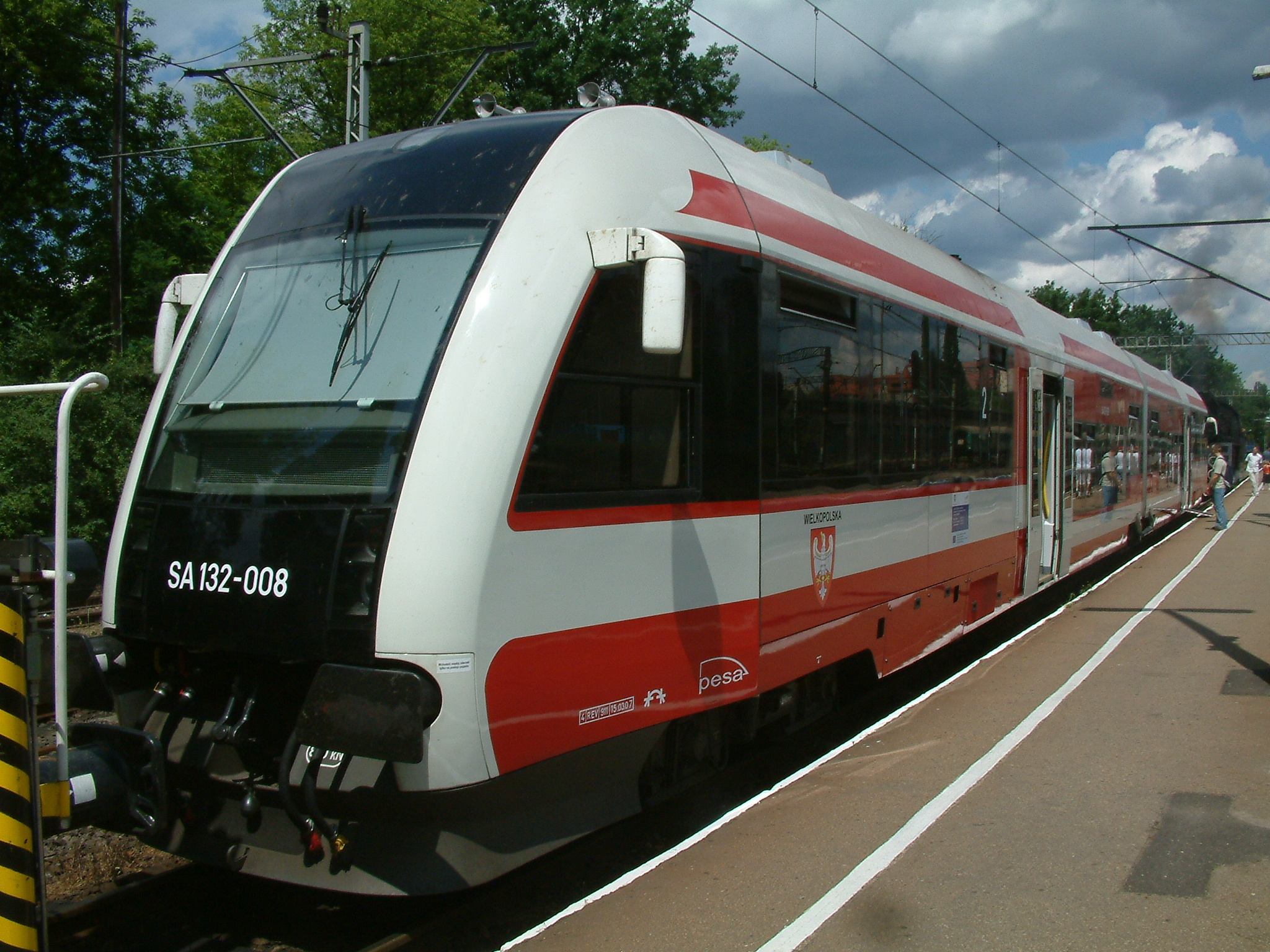
SA132

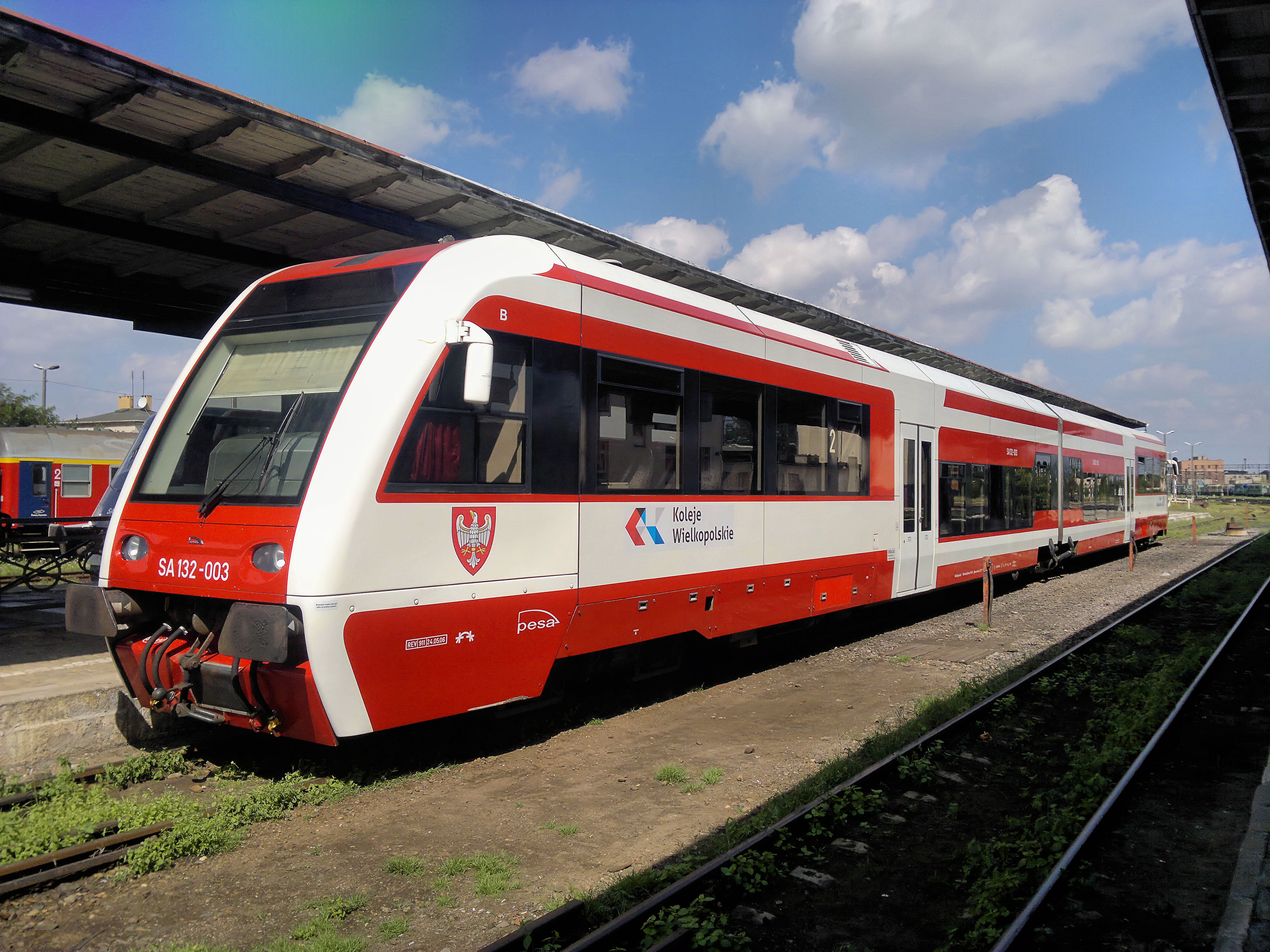
SA132

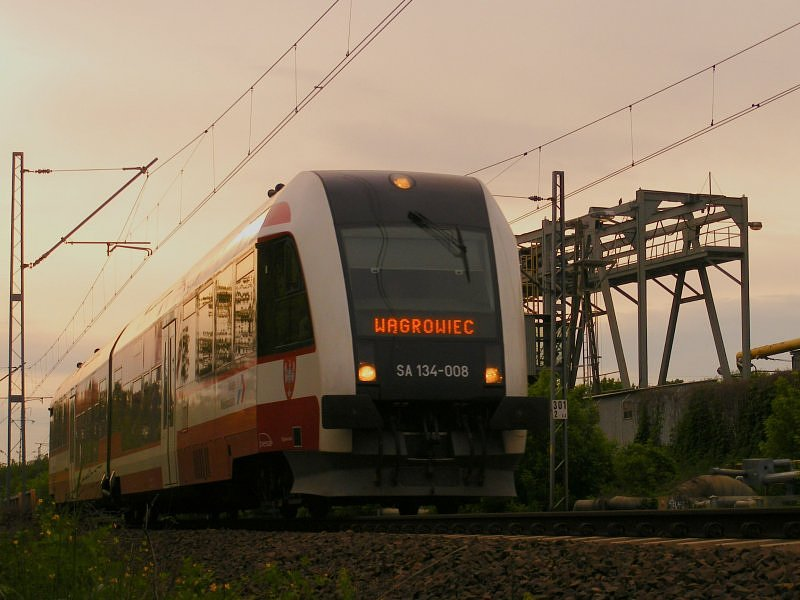
SA134

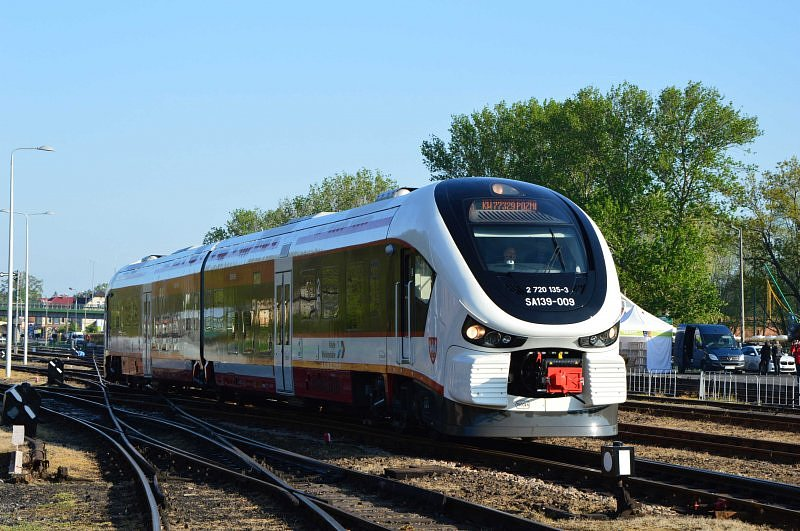
SA139 Link

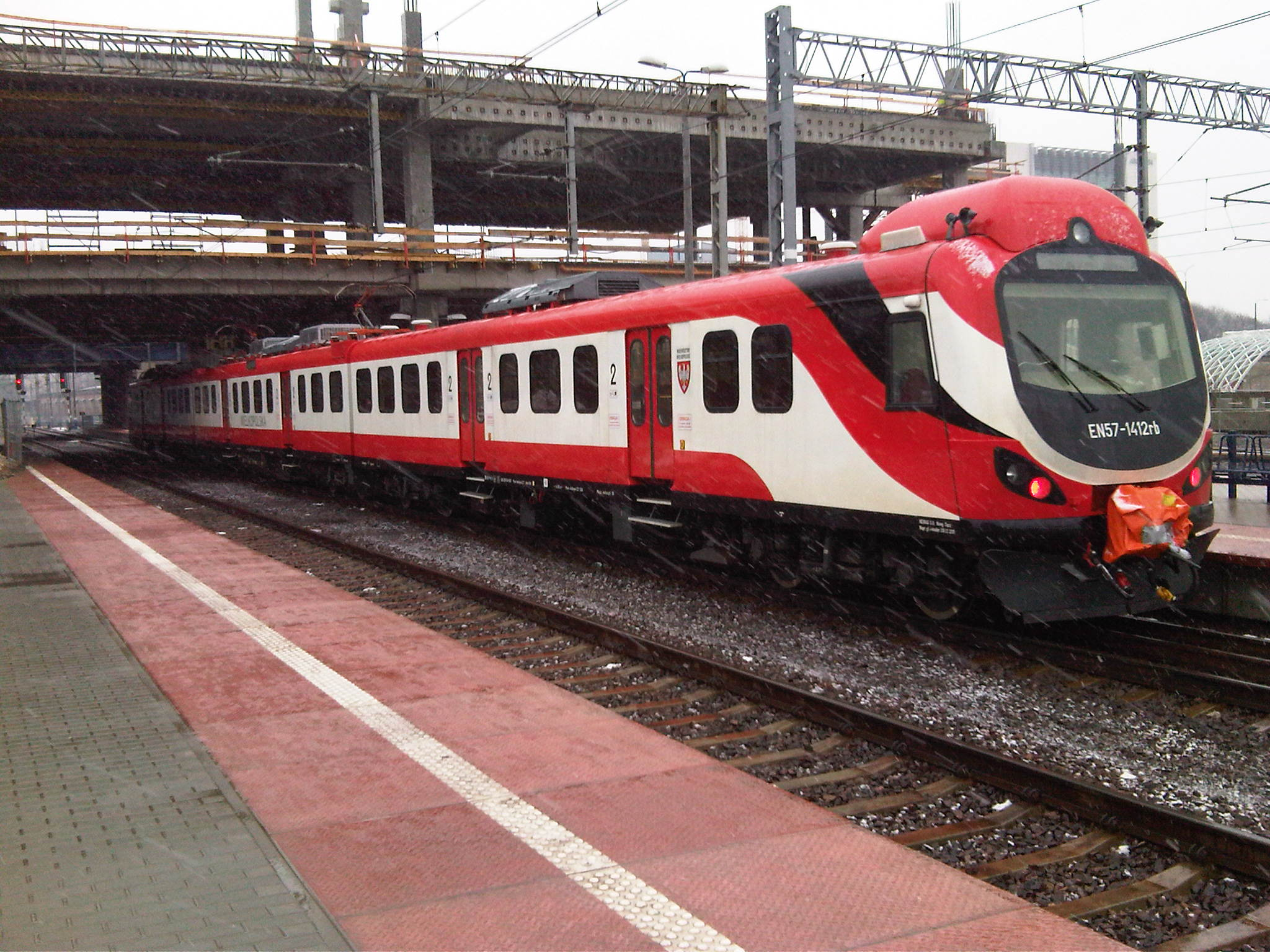
EN57AKW

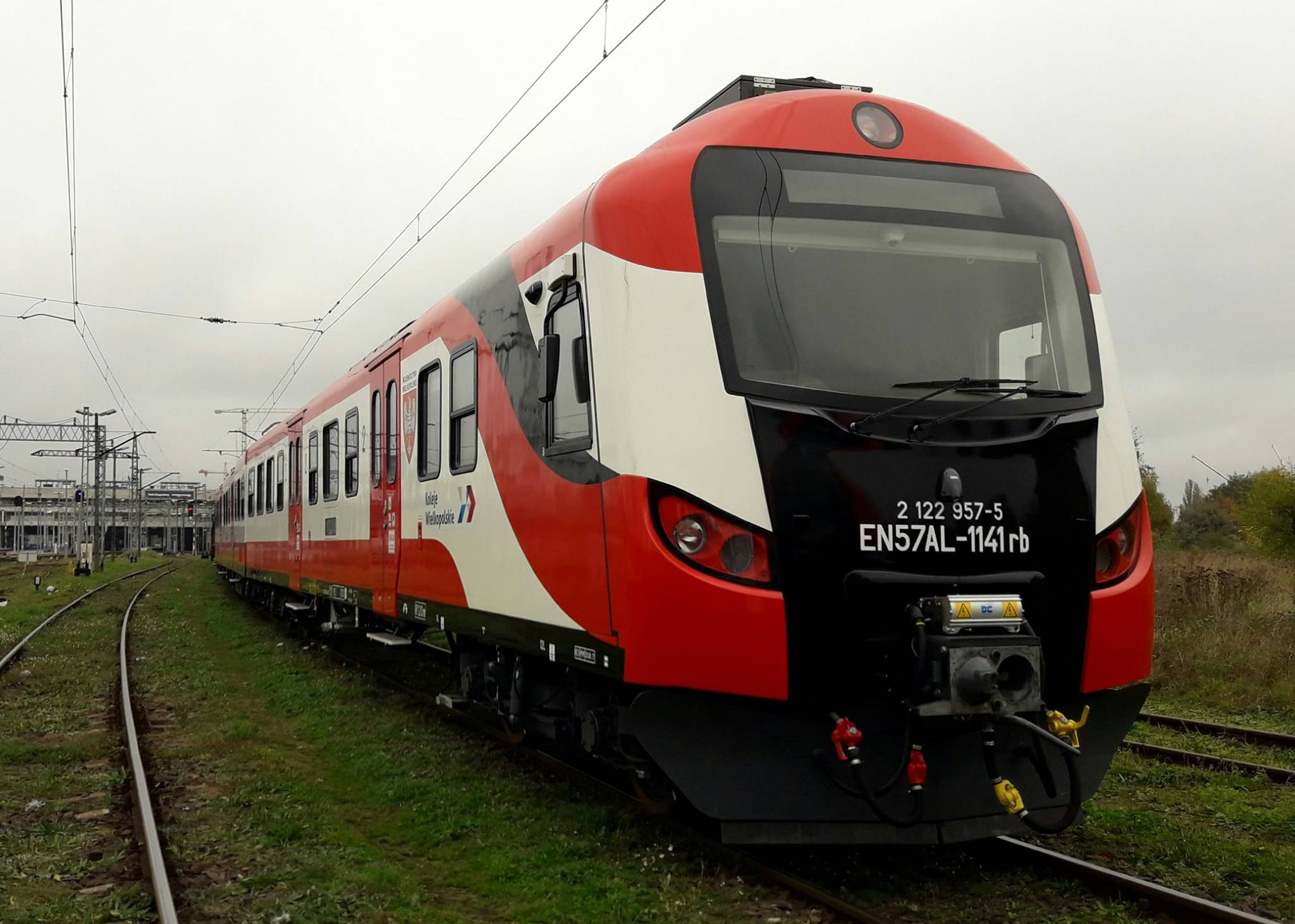
EN57AL

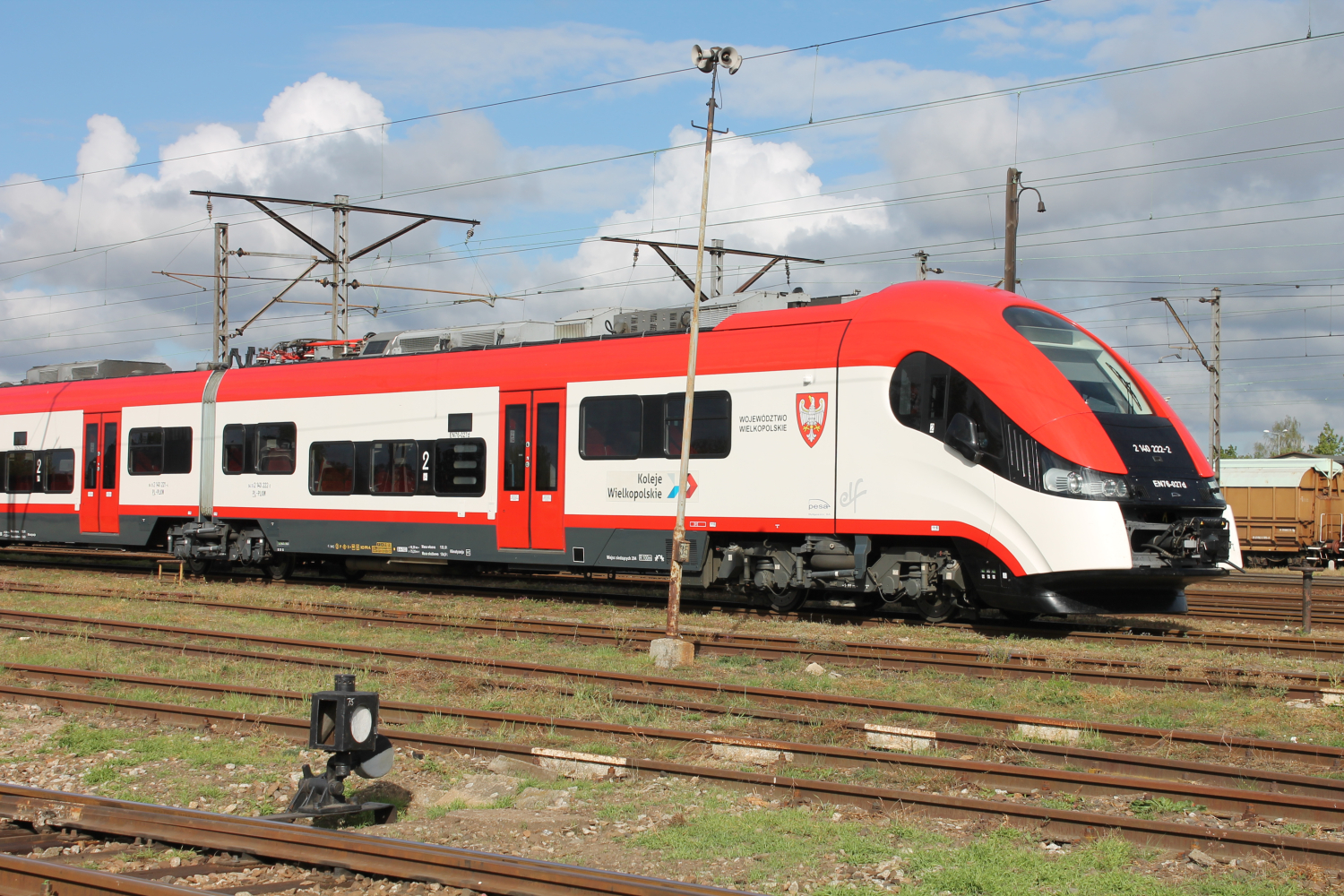
EN76 Elf

### Przed powstaniem spółki
W 2002 Urząd Marszałkowski Województwa Wielkopolskiego podpisał z ZNTK Poznań umowę na dostawę dwóch jednoczłonowych autobusów szynowych serii SA105 (typ 213M) oraz pięciu dwuczłonowych serii SA108 (typ 215M). Pojazdy jednoczłonowe dostarczono w połowie 2002, dwuczłonowe zaś sukcesywnie od 2003 do 2004. Rok później rozszerzono zamówienie o dwa kolejne dwuczłonowe szynobusy poznańskiego producenta z opcją szybkiej dostawy, jednak z powodu problemów finansowych ZNTK Poznań, pierwszy z pojazdów został oddany do użytku w 2006, a drugi w roku następnym.
Z uwagi na opóźnienia ZNTK Poznań w dostawie autobusów szynowych, w 2005 UMWW podpisał z PESĄ Bydgoszcz porozumienie, na mocy którego bydgoski producent miał dostarczyć dwuczłonowy pojazd serii SA132 (typ 218Ma). Spalinowy zespół trakcyjny trafił do odbiorcy w drugiej połowie grudnia 2005. 29 marca 2006 zawarto umowę na przygotowanie dwóch kolejnych maszyn serii SA132, a pod koniec roku umowę rozszerzono o kolejne 8 sztuk. Pesa wywiązała się z porozumienia do 2007. 24 lipca 2008 w Urzędzie Marszałkowskim w Poznaniu zawarto umowę na dostarczenie przez Pesę dwóch zespołów SA132 (typ 218Md). Oba pojazdy zostały przekazane do użytkowania w grudniu 2008.
Na początku 2008 polski rząd rozpoczął pracę nad przekazaniem spółki PKP Przewozy Regionalne samorządom wojewódzkim. Stosowne rozporządzenie zostało wydane 27 listopada 2008, a województwu wielkopolskiemu przypadło 9,7% udziałów w Przewozach Regionalnych. Z przedsiębiorstwa przeniesiony do PKP Intercity został Oddział Przewozów Międzywojewódzkich uruchamiający pociągi pospieszne. W Przewozach Regionalnych zostały prawie wyłącznie pociągi wewnątrzwojewódzkie.

### 2009
Złe przygotowanie procesu usamorządowienia przewoźnika, rozdrobnienie struktury właścicielskiej oraz ogólny chaos organizacyjny skłoniły Samorząd Województwa Wielkopolskiego do ponownego rozpoczęcia przygotowań do utworzenia własnego przedsiębiorstwa kolejowego. Zdaniem UMWW własna spółka przewozowa pozwoli na lepsze wykorzystanie środków finansowych i poprawę jakości przewozów. Ostateczna decyzja o samodzielnym utworzeniu Kolei Wielkopolskich zapadła 28 września 2009. Dyrektorem spółki został Jarosław Polaszewski.

### 2010
22 lutego 2010 Koleje Wielkopolskie Sp. z o.o. zostały wpisane do Krajowego Rejestru Sądowego. Od 6 lipca 2010 przedsiębiorstwo posiada licencję na przewóz osób na terenie Unii Europejskiej oraz w Europejskim Obszarze Gospodarczym. Planowany start spółki miał mieć miejsce 13 grudnia 2010, kiedy to w życie wchodził nowy rozkład jazdy pociągów, jednak z uwagi na brak certyfikatów bezpieczeństwa, debiut musiał zostać przełożony.
27 sierpnia samorząd województwa zakupił w przedsiębiorstwie Pesa Bydgoszcz 12 używanych elektrycznych zespołów trakcyjnych serii EN57. Do 8 grudnia 2012 wszystkie były dzierżawione przez Przewozy Regionalne. Od 9 grudnia 2012 są użytkowane przez Koleje Wielkopolskie.
W październiku nowym prezesem spółki został były dyrektor Wielkopolskiego Zakładu Przewozów Regionalnych – Włodzimierz Wilkanowicz.

### 2011
Na początku roku rozstrzygnięto przetarg na nowe elektryczne zespoły trakcyjne dla Kolei Wielkopolskich. 8 lutego podpisano z Pesą Bydgoszcz umowę na dostawę 22 czteroczłonowych EZT rodziny Pesa Elf. Zakup taboru do prowadzenia przewozów wartego 470 mln zł realizowany był w ramach Wielkopolskiego Regionalnego Programu Operacyjnego. Dostawy pociągów zaplanowano na lata 2012–2014. Nowe jednostki zakupiono celem wykorzystania na linii nr 3 (E 20) na odcinku Zbąszynek – Poznań – Września – Konin – Koło – Kutno oraz na linii nr 353 na odcinku Poznań – Gniezno – Inowrocław.
W styczniu uruchomiona została strona internetowa przewoźnika. Kolejnym terminem startu Kolei Wielkopolskich miał być marzec 2011, jednak i tym razem brak certyfikatów i personelu przeszkodził spółce w debiucie na torach województwa. 3 marca 2011 Prezes Urzędu Transportu Kolejowego wydał na rzecz Kolei Wielkopolskich Certyfikat Bezpieczeństwa – Część A, a dwa tygodnie później spółka otrzymała część B dokumentu, dzięki któremu jest formalnie w pełni gotowa do prowadzenia przewozów pasażerskich.
1 czerwca Koleje Wielkopolskie zadebiutowały na niezelektryfikowanych liniach w południowej części województwa, świadcząc usługi przewozowe na trasach Leszno – Zbąszynek, Leszno – Ostrów Wielkopolski oraz Leszno – Jarocin.
21 kwietnia województwo stosowną ustawą rozpisało przetarg na modernizację trzech EZT serii EN57 (1031, 1413 i 1413) do standardu AKW. W lipcu 2011 przetarg rozstrzygnięto, a modernizatorem zostało przedsiębiorstwo Newag Nowy Sącz. Pociągi zostały wyposażone w napęd asynchroniczny prądu przemiennego, zmianie uległy także wnętrze i czoło pociągu. Dodatkowo zainstalowana została klimatyzacja przestrzeni pasażerskiej. 12 lipca 2012 Urząd Marszałkowski Województwa Wielkopolskiego zlecił z wolnej ręki, jako rozszerzenie poprzedniego zamówienia, modernizację czwartej jednostki EN57 (1434) do standardu AKW.
30 sierpnia otwarto po remoncie Dworzec Letni w Poznaniu. Podczas uroczystości przekazano budynek w dzierżawę wielkopolskiej spółce kolejowej, a także zaprezentowano mundury załóg pokładowych spółki. Po przystosowaniu do obsługi podróżnych, 31 października, Dworzec Letni został ponownie otwarty, udostępniając klientom Kolei Wielkopolskich kasy biletowe oraz poczekalnię.
W grudniu spółka przejęła od Przewozów Regionalnych obsługę połączeń na wyremontowanych liniach z Poznania do Wągrowca i Gołańczy oraz Wolsztyna. Przejęto również połączenie Wągrowiec – Rogoźno na linii nr 206 reaktywowanej po 20 latach w celu zapewnienia komunikacji z Poznaniem mieszkańcom Wągrowca podczas półrocznego remontu linii nr 356. Jednocześnie poinformowano, że relacja Leszno – Gostyń obsługiwana będzie autobusową komunikacją zastępczą, natomiast z Gostynia do Jarocina kursowanie pociągów zostaje zawieszone.

### 2012
2 stycznia przewoźnik wprowadził bezpłatny informator SMS, który wiadomościami na telefon komórkowy informuje o opóźnieniach czy zmianie rozkładu.
Wraz z 1 marca 2012, Koleje Wielkopolskie całkowicie zawiesiły kursowanie pociągów na trasie Rogoźno – Wągrowiec oraz na trasie Leszno – Gostyń z powodu niewystarczającej ilości środków w budżecie Urzędu Marszałkowskiego.
W maju rozpoczęła się budowa pierwszych zespołów Pesa Elf dla Kolei Wielkopolskich. Bydgoskie przedsiębiorstwo deklarowało, że w 2012 zostanie dostarczonych 8 pojazdów, jednak Koleje Wielkopolskie pod koniec grudnia eksploatowały pięć nowych jednostek. Za brakujące trzy Elfy Pesa dostarczyła spółce kolejowej trzy używane elektryczne zespoły serii EN57. 8 sierpnia na Dworcu Letnim w Poznaniu odbyły się odbiór techniczny i prezentacja pierwszego pociągu EN76 ELF, przeznaczonego dla Kolei Wielkopolskich. EZT został przekazany spółce do przeprowadzenia prób eksploatacyjnych i technologicznych oraz szkolenia załogi.
1 listopada, Koleje Wielkopolskie zorganizowały w nieczynnej lokomotywowni w Zbąszynku halę napraw swoich pociągów. Pierwszą jednostką, która skorzystała z lokomotywowni po przejęciu jej przez spółkę, był EN57-1061.
15 listopada, w związku z planowanym zwiększeniem przewozów, spółka złożyła do Urzędu Transportu Kolejowego wniosek o ponowne wydanie licencji przewoźnika. 7 grudnia pozwolenie zostało wydane i Koleje Wielkopolskie bez przeszkód zaczęły obsługiwać nowe linie.
Od 9 grudnia, wraz z wprowadzeniem nowego rozkładu jazdy 2012/2013, Koleje Wielkopolskie rozpoczęły obsługę linii linii kolejowej nr 3 na odcinkach Poznań – Kutno oraz Poznań – Zbąszynek. Kolejną zmianą w rozkładzie był powrót parowozów z Wolsztyna na obsługiwaną przez przewoźnika linię Poznań – Wolsztyn. Tego samego dnia, Koleje Wielkopolskie wraz z Przewozami Regionalnymi i Zarządem Transportu Miejskiego w Poznaniu wprowadziły nową ofertę – wspólny bilet na poznańską komunikację miejską i kolej w promieniu 30 kilometrów od stolicy województwa.

### 2013
W marcu, w związku z licznymi wypadkami autobusów szynowych i SZT spółce zaczęło brakować taboru do obsługi niezelektryfikowanych linii w województwie. Powodem były długie procedury przy uzyskiwaniu odszkodowań od ubezpieczycieli. By zapewnić płynność przewozów, Koleje Wielkopolskie zmuszone były wypożyczyć od Przewozów Regionalnych skład wagonowy prowadzony lokomotywą spalinową serii SU42.
Od 1 maja na części stacji obsługiwanych przez przedsiębiorstwo pojawiło się 16 automatów biletowych. 23 maja odebrany został ósmy Elf z 22 zamówionych w zakładach Pesa. Pojazd EN76-033 jest setnym elektrycznym zespołem trakcyjnym wyprodukowanym w bydgoskich zakładach.
We wprowadzonym od 9 czerwca rozkładzie jazdy pojawiły się na relacji Konin – Września – Poznań oraz Poznań – Zbąszynek pociągi przyspieszone spółki. Pociągi tej klasy nie zatrzymują się na przystankach, dzięki czemu czas przejazdu uległ skróceniu o kilka do kilkunastu minut.
W połowie roku Państwowa Inspekcja Pracy skontrolowała polskich przewoźników kolejowych i wykryła nieprawidłowości w czasie pracy maszynistów pociągów Kolei Wielkopolskich. Przewoźnik został ukarany mandatem w wysokości 1000 złotych. Wicemarszałek województwa wielkopolskiego zapowiedział inspekcję w należącej do województwa spółce.
14 czerwca ogłoszono przetarg na naprawę główną wraz z modernizacją dwóch spalinowych zespołów trakcyjnych serii SA108. Modernizacji mają zostać poddane fotele dla pasażerów, monitoring wnętrza pojazdu, system informacji pasażerskiej oraz zabudowa ubikacji przystosowanej dla osób niepełnosprawnych. Ponadto do wyposażenia mają zostać dodane m.in. gniazdka elektryczne i wideorejestrator trasy. 30 lipca ogłoszono, że jedyną ofertę zgłosiła Pesa Bydgoszcz i to ona została wybrana modernizatorem SA108.
8 lipca 2013 urząd marszałkowski województwa wielkopolskiego podpisał z Newagiem umowę na modernizację kolejnych dwóch (1062 i 1502) EZT EN57 do standardu AKW. W porównaniu z wcześniejszymi modernizacjami, EN57 zostanie wyposażony w drzwi odskokowo-przesuwne, inaczej rozplanowane przedsionki oraz miejsca do przewozu rowerów. EN57AKW dostarczono Kolejom Wielkopolskim w listopadzie 2013.
Od 25 października, dzięki porozumieniu Kolei Wielkopolskich i PKP Intercity, możliwy jest zakup biletów na pociągi dalekobieżne w kasach wielkopolskiego przewoźnika.
30 października Prezes UTK wyłączył z eksploatacji jeden zespół serii EN57. Powodem było uszkodzenie automatycznego zamykania drzwi bocznych, które zagrażało bezpieczeństwu podróżnych.
Na początku listopada, spółka ogłosiła przetarg na obsługę pociągów Kolei Wielkopolskich przez drużyny trakcyjne. Przewoźnik poszukuje maszynistów pojazdów spalinowych i elektrycznych. Otwarcie kopert z ofertami ma nastąpić 11 grudnia 2013. Pod koniec miesiąca, przewoźnik odebrał od Newagu dwie jednostki serii EN57, przekazane do modernizacji w lipcu.
15 grudnia, wraz z wejściem w życie rozkładu jazdy 2013/14 rozpoczęto obsługę linii kolejowej nr 353 z Poznania do Gniezna i Mogilna z prędkością maksymalną 150 km/h. Również na tej linii uruchomiono kursy przyspieszone. Tego samego dnia, z uwagi na remont linii Poznań – Wolsztyn, zawieszono kursowanie parowozów na tej trasie. Składy ciągnięte lokomotywą parową przeniesiono na linię Wolsztyn – Leszno.

### 2014
Na początku stycznia rozstrzygnięto konkurs na obsługę pociągów spółki przez zewnętrzne drużyny trakcyjne. Jedynym oferentem okazało się toruńskie przedsiębiorstwo Cargo Master. Strony podpisały roczny kontrakt warty 1 604 060 PLN netto.
25 lutego, zgodnie z planem, do przewoźnika trafił ostatni, 22 EZT Pesa Elf. Tym samym Pesa Bydgoszcz wypełniła kontrakt.
31 marca był ostatnim dniem planowego kursowania pociągów prowadzonych trakcją parową. Zawieszenie kursowania spowodowane jest brakiem porozumienia UM województwa wielkopolskiego z właścicielem Parowozowni Wolsztyn – spółką PKP Cargo w sprawie statusu parowozowni i przyszłości pociągów planowych.
Od 7 kwietnia w kasach Kolei Wielkopolskich w aglomeracji poznańskiej można nabyć jednorazowe i krótkookresowe bilety na przejazdy środkami komunikacji uruchamianymi przez Zarząd Transportu Miejskiego w Poznaniu.
W sierpniu rozszerzono przetarg z 8 lipca 2013 na naprawę główną połączoną z modernizacją EN57-1025 do wersji AKW. Jednostka ma zostać poddana takiej samej przemianie jak jednostki 1062 i 1502.
Na początku października przewoźnik rozpisał przetarg na dzierżawę z opcją kupna czterech spalinowych zespołów trakcyjnych przeznaczonych do obsługi linii niezelektryfikowanych. Główną przyczyną była duża frekwencja w pociągach do Wągrowca i Wolsztyna. Trzy pojazdy mają być wypożyczone na okres 2 lat, czwarta jednostka – 18 miesięcy. W tym samym miesiącu protest do Krajowej Izby Odwoławczej złożyło konsorcjum Newag, zarzucając Kolejom Wielkopolskim napisanie Specyfikacji Istotnych Warunków Zamówienia (SIWZ) faworyzujące bydgoską Pesę, prosząc równocześnie przewoźnika o korektę niekorzystnych zapisów w SIWZ. KIO ostatecznie odrzuciła odwołanie Newagu, lecz wcześniej zamawiający zmienił niekorzystne dla nowosądeckiego konsorcjum zapisy odnośnie do otrzymania zezwolenia na poruszanie się pojazdu po terytorium Niemiec oraz obliczania ceny za dzierżawę SZT. 18 grudnia podano, że przetarg wygrała spółka Pesa Rental proponując pojazdy typu 223M Link. Z uwagi na brak jednego z dokumentów, procedura przetargowa została anulowana i musiała odbyć się ponownie. 9 stycznia 2015 Pesa Rental ponownie została wybrana w przetargu, będąc jedynym oferentem, a miesiąc później strony podpisały wartą 64,2 mln zł umowę.
Od 14 listopada w kasach przewoźnika można nabyć bilety na pociągi uruchamiane przez spółkę Koleje Mazowieckie. Kilka dni później Koleje Wielkopolskie pojawiły się w wyszukiwarce połączeń jakdojade.pl oferującej planowanie podróży pociągiem i komunikacją miejską.
29 grudnia rozpisano przetarg na naprawę rewizyjną wraz z modernizacją trzech SZT serii SA132. Wymianie mają podlec m.in. fotele w przestrzeni pasażerskiej, układy: klimatyzacji, hamulcowy, sterowania i łączności oraz odświeżenie zewnętrznej powłoki lakierniczej.

### 2015
13 marca przekazano przewoźnikowi pierwsze trzy SZT Link. Po dwutygodniowej serii testów bez pasażerów zostały przydzielone do obsługi połączeń między Poznaniem a Wągrowcem i Wolsztynem. 26 sierpnia do floty przewoźnika dołączył ostatni zamówiony pojazd serii – SA139-010.
W marcu, Koleje Wielkopolskie, jako pierwszy przewoźnik w Polsce wyposażył wszystkie użytkowane pojazdy w automatyczne defibrylatory zewnętrzne (AED). Urządzenia mają pomóc w ratowaniu osób, które doznają nagłego zatrzymania krążenia krwi.
Od połowy maja podróż Kolejami Wielkopolskimi można planować przez Mapy Google. Jest to drugi, po PKP Intercity, przewoźnik, który wykorzystuje Google Maps do wyszukiwania połączeń.
Począwszy od 15 września w kasach przewoźnika można nabyć bilety na pociągi Łódzkiej Kolei Aglomeracyjnej.
Na początku października zaprezentowano pierwszy zmodernizowany pojazd serii SA132 o numerze 001. Przebudowie poddano także jednostki o numerach 003 i 004.
Uchwałą z 1 grudnia, od 13 dnia miesiąca, Urząd Marszałkowski Województwa Wielkopolskiego zakończył dzierżawę autobusu szynowego SA105-001 Kolejom Wielkopolskim. Oba posiadane przez województwo pojazdy tego typu na następne 5 lat udostępniono do użytkowania spółce Przewozy Regionalne.

### 2016
24 lutego województwo ogłosiło przetarg nieograniczony na naprawę rewizyjną i modernizację 5 spalinowych zespołów serii SA132 o numerach 008-012, których użytkownikiem są Koleje Wielkopolskie. 14 kwietnia konkurs rozstrzygnięto na korzyść Pesy Bydgoszcz. Oferta bydgoskiego producenta była jedyną. W czerwcu uprawomocniono kontrakt wart 23 739 000 PLN. Zleceniobiorca ma 200 dni na wykonanie wszystkich zleconych prac.
Od lipca przewoźnik rozpoczął przygotowania do 31. Światowych Dni Młodzieży w Krakowie. 5 lipca Koleje Wielkopolskie wespół ze służbami ratunkowymi, Strażą Ochrony Kolei i PKP Energetyka przeprowadziły ćwiczenia przed wydarzeniem. 23 lipca zainaugurowano akcję Wielkopolskie dla Młodzieży Świata – zapewnienie bezpiecznego przewozu młodzieży do Krakowa. Do 2 sierpnia zorganizowano 35 pociągów, które przewiozły nawet 7000 pielgrzymów.
14 listopada 2016 rozpisano przetarg, w myśl którego 3 sztuki dotychczas zmodernizowanych jednostek EN57AKW przejdą naprawę rewizyjną z modernizacją systemu klimatyzacji i systemu informacji pasażerskiej. Postępowanie dotyczy dwóch zespołów (EN57-1031 i EN57-1412) dzierżawionych przez województwo Kolejom Wielkopolskim i jednostki EN57-1413, użytkowanej przez Wielkopolski Oddział Przewozów Regionalnych. 22 grudnia otwarto jedyną ofertę złożoną przez ZNTK „Mińsk Mazowiecki”, a 13 stycznia 2017 poinformowano, że jedyny oferent został zwycięzcą w przetargu.
23 grudnia ogłoszono, że województwo ma zamiar kupić 10 pięciosegmentowych ezt za planowaną kwotę 198,9 mln złotych. Poza dostawą pojazdów producent ma przeprowadzić szkolenia, objąć tabor opieką serwisową i gwarancyjną oraz udostępnić dokumentację eksploatacyjną. Termin składania ofert w konkursie miał początkowo upłynąć 8 lutego 2017, jednak korekty SIWZ i odwołanie Stadler Polska wydłużyło ten termin do 24 marca 2017. Tego dnia otwarto koperty z ofertami Stadlera, Newagu i Pesy, a 13 kwietnia 2017 wybrano propozycję bydgoskiego producenta jako najkorzystniejszą.

### 2017
27 stycznia przewoźnik ogłosił konkurs na czteromiesięczną dzierżawę spalinowych zespołów trakcyjnych serii SA132, SA134 lub SA139. 13 lutego otwarto oferty, gdzie jedynym chętnym była Pesa Rental. 7 marca ogłoszono wybór, a 15 marca parafowano umowę użyczenia trzech zespołów SA139 Link wartą 960 tys. złotych netto.
W związku z remontem linii kolejowej nr 3 na odcinku Swarzędz – Sochaczew, Koleje Wielkopolskie rozpisały przetarg na autobusową komunikację zastępczą na remontowanym odcinku Konin – Września – Poznań. Spośród ośmiu oferentów, 24 maja, wybrano propozycję firmy Europa Express City.
15 maja na wielkopolskie tory wróciły pociągi prowadzone trakcją parową. W dni powszednie dwie pary pociągów obsługują ruch na trasie Wolsztyn – Leszno, a w soboty – trasę Wolsztyn – Poznań Główny. Wszystko za sprawą zgody między Instytucją Kultury Parowozownia Wolsztyn, PKP Cargo (właścicielem taboru i parowozowni), samorządem Wolsztyna i Urzędem Marszałkowskim Województwa Wielkopolskiego. 18 stycznia 2018 spółka poinformowała o czasowym zawieszeniu pociągów prowadzonych trakcją parową i zastąpieniu ich SZT na trasie Poznań Główny – Wolsztyn, kursujących w soboty do 10 marca 2018 roku.
W czerwcu przewoźnik zgłosił chęć kupna czterech jednakowych pociągów spalinowych. Kilka dni później ogłoszono przetarg na dwa kolejne zespoły zasilane silnikami Diesla. Oba ogłoszenia były kilkukrotnie modyfikowane, a moment rozstrzygnięcia przesuwany. Ostatecznie, 11 sierpnia, otwarto oferty na dwie sztuki, gdzie jedynym chętnym była Pesa Rental. 31 sierpnia zatwierdzono ofertę bydgoskiej spółki. Dostawa pojazdów ma zostać zrealizowana do 15 grudnia 2017. W przetargu na cztery zespoły spalinowe było dwóch oferentów: Pesa Bydgoszcz i Newag Nowy Sącz. Obie propozycje były jednak powyżej zaplanowanego budżetu i 28 sierpnia przetarg został unieważniony. Pod koniec września Koleje Wielkopolskie otrzymały dofinansowanie na zakup dodatkowego taboru, a 11 października ponowiono konkurs na cztery szt. Otwarcie ofert przesunięto na 22 grudnia 2017 roku, natomiast 6 lutego 2018 dokonano wyboru oferty zakładów PESA Bydgoszcz na dostawę 4 sztuk.
1 sierpnia do sprzedaży wprowadzono Wspólny Bilet Samorządowy, który poza nielicznymi wyjątkami, pozwoli na dobową podróż pociągami samorządowych spółek kolejowych: Kolei Mazowieckich, Warszawskiej Kolei Dojazdowej, Kolei Śląskich, Kolei Małopolskich, Arrivy, Kolei Dolnośląskich, Łódzkiej Kolei Aglomeracyjnej oraz Kolei Wielkopolskich.
7 sierpnia zdecydowano poddać pięć zespołów elektrycznych serii EN76 o numerach 026-030 naprawie na poziomie P4 oraz modernizacji. 25 września zapoznano się z ofertami w przetargu, a jedynym oferentem było konsorcjum Pesa Bydgoszcz i ZNTK „Mińsk Mazowiecki”. 16 października zatwierdzono wartą 20.602.500 zł brutto ofertę.
23 sierpnia uchwalono zatwierdzenie trybu zamówienia z wolnej ręki na Wykonanie czynności czwartego poziomu utrzymania i prac modernizacyjnych dla elektrycznego zespołu trakcyjnego EN57AKW-1434. Miesiąc później ogłoszono, że wykonawcą zamówienia został ZNTK „Mińsk Mazowiecki”.
23 sierpnia 2017 podpisano umowę pomiędzy Urzędem Marszałkowskim a Pesą na dostawę 10 sztuk 5-członowych Elfów II, a 13 października umowę na dostawę 2 sztuk dwuczłonowych spalinowych zespołów trakcyjnych wyprodukowanych po 1 stycznia 2015.
W połowie października rozpisano przetarg na naprawę czwartego poziomu utrzymania (P4) wraz z modernizacją SZT SA132-014. Otwarcie kopert z ofertami nastąpiło 30 listopada, natomiast wybór wykonawcy naprawy czwartego poziomu utrzymania połączonego z modernizacją nastąpił 19 grudnia 2017 roku, którym zostały zakłady PESA z Bydgoszczy.
Od niedzieli, 10 grudnia, pociągi przewoźnika wyjechały w pierwsze planowe kursy z Poznania Głównego do Krotoszyna przez Jarocin oraz do Kępna przez Jarocin i Ostrów Wielkopolski.
11 grudnia władze województwa i jednostki samorządowe podpisały porozumienie mające powołać do życia Poznańską Kolej Metropolitalną (PKM). W założeniach, częstotliwość kursów w obrębie aglomeracji poznańskiej (ok. 50 km od Poznania), ma wynosić nawet dwa połączenia na godzinę w czasie szczytu komunikacyjnego. Pierwszy etap powstania PKM ma ruszyć w marcu 2018 roku i obejmować połączenia Poznania z Grodziskiem Wielkopolskim, Jarocinem, Nowym Tomyślem i Wągrowcem. W kolejnych latach system ma ulec rozszerzeniu o połączenia do Gniezna, Kościana, Rogoźna, Wronek i Wrześni.

### 2018
W 2018 roku spółka wydzierżawiła od Arrivy dwa pojazdy SA134, w czasie niedostępności jednego z nich był on zastępowany przez pojazd VT628.
10 czerwca 2018 roku uruchomione zostały połączenia w ramach Poznańskiej Kolei Metropolitalnej ze stacji Poznań Główny do Nowego Tomyśla, Grodziska Wielkopolskiego, Jarocina i Wągrowca. Tego samego dnia ruszyły także reaktywowane pociągi z Gniezna do Jarocina, które zostały zawieszone w 2012 roku. 3 czerwca 2018 roku spółka uruchomiła 3 pary specjalnych pociągów z Poznania Głównego do Szreniawy na VIII szreniawski Festiwal Piwa – Piwo z Kulturą, odbywający się w Muzeum Narodowym Rolnictwa i Przemysłu Rolno-Spożywczego w Szreniawie. 2 września 2018 uruchomione zostały dodatkowe pociągi w ramach Poznańskiej Kolei Metropolitalnej, kursujące w relacji Poznań Główny – Swarzędz. Część z nich jedzie w wydłużonej relacji z Jarocina, Krotoszyn i Zbąszynka.

### 2019
31 lipca 2019 roku z inicjatywy Marszałka Województwa Wielkopolskiego zainaugurowano specjalny pociąg na Pol’and’Rock Festival w Kostrzynie, dotychczas obsługiwany przez Przewozy Regionalne, z powodu wycofania się tej spółki z przewozów MusicRegio. 22 sierpnia 2019 zainaugurowano połączenie w ramach PKM z Poznania Głównego do Kostrzyna, które Koleje Wielkopolskie regularnie obsługują od 2 września 2019 roku. 13 września przewoźnik zawarł umowę z Newagiem na dostawę czterech nowych SZT typu 36WEhd.
19 września przybyły do Poznania piąty z dziesięciu pociągów Elf II, który skierowano na trasę PKM do Kostrzyna. Od grudnia 2019 pociągi Kolei Wielkopolskich przejęły obsługę linii kolejowej nr 354 na odcinku Poznań Główny – Piła Główna od spółki Przewozy Regionalne. Pociągi PR kursują nadal do Kołobrzegu, Szczecinka i Koszalina.

### 2020
29 kwietnia na przejeździe kolejowo-drogowym w Bolechowie doszło do wypadku z udziałem szynobusu Kolei Wielkopolskich SA132-012, który doznał poważnych uszkodzeń po zderzeniu z wywrotką.
Od listopada rozpoczęto dostawy jednostek 36WEhd dla przewoźnika.

### 2021
Włodzimierz Wilkanowicz zakończył pełnienie funkcji prezesa zarządu spółki 22 czerwca 2021 roku, na tym stanowisku zastąpił go następnego dnia Marek Nitkowski.
W połowie roku przewoźnik zdecydował się na zakup używanego SZT SA139-008 od Pesy, mający zastąpić zniszczony w wypadku pod Bolechowem szynobus SA132-012, który na skutek doznanych uszkodzeń został zezłomowany.
21 października 2021 roku podpisano umowę na zakup dwóch dodatkowych 36WEhd od Newagu w ramach opcji.

## Plany na przyszłość
Do 2020 samorząd województwa zamierza kupić 12-13 nowych czteroczłonowych EZT oraz zmodernizować posiadane EN57. Na ten cel przeznaczono 63 mln euro z Wielkopolskiego Regionalnego Programu Operacyjnego na lata 2014-2020. Wszystkie pojazdy mają trafić do Kolei Wielkopolskich. 6 lutego 2018 roku Centrum Unijnych Projektów Transportowych rozstrzygnęło konkurs na dofinansowanie projektów transportowych. 12 lutego 2018 roku UMWW poinformował o realizacji projektu CUPT, który umożliwi zakup 7 pięcioczłonowych elektrycznych zespołów trakcyjnych dla PKM, kursujących w miejskim obszarze funkcjonalnym miasta Poznania, na trasach Września – Opalenica, Poznań Główny – Rogoźno Wielkopolskie, Poznań Główny – Gniezno, Poznań Główny – Czempiń, Poznań Główny – Wronki.

## Tabor
Koleje Wielkopolskie nie posiadają własnego taboru z wyjątkiem pojazdów elektrycznych 48WE Elf II i spalinowych 36WEh. Przewoźnik wykorzystuje tabor będący własnością województwa wielkopolskiego.
| Seria        | Typ      | Liczba | Liczba członów | Liczba miejsc siedzących | Prędkość maksymalna | Producent | Lata produkcji | Numery taborowe                          | Modernizator                        | Właściwości |                                 |
| ------------ | -------- | ------ | -------------- | ------------------------ | ------------------- | --------- | -------------- | ---------------------------------------- | ----------------------------------- | --- | ------------------------------- |
| EN57AKW      | 5B+6B+5B | 7      | 3              | 180                      | 120 km/h            | Pafawag   | 1974–1990      | 1025, 1031, 1062, 1412, 1413, 1434, 1502 | Newag (2011–2012)                   | przewóz osób na wózkach · gniazdka elektryczne · klimatyzacja przestrzeni pasażerskiej                                                               | [ 166 ] [ 49 ] [ 167 ]          |
| EN57AKW      | 5B+6B+5B | 7      | 3              | 180                      | 120 km/h            | Pafawag   | 1974–1990      | 1062, 1502                               | Newag (2013)                        | przewóz osób na wózkach · przewóz rowerów · gniazdka elektryczne · klimatyzacja przestrzeni pasażerskiej                                             | [ 76 ] [ 167 ] [ 89 ]           |
| EN57AL       | 5B+6B+5B | 5      | 3              | 180                      | 120 km/h            | Pafawag   | 1974–1990      | 1027, 1061, 1141, 1804, 1805             | ZNTK „Mińsk Mazowiecki” (2016–2017) | przewóz osób na wózkach · przewóz rowerów · gniazdka elektryczne · klimatyzacja przestrzeni pasażerskiej · Internet bezprzewodowy                    | [ 168 ] [ 169 ] [ 170 ] [ 167 ] |
| EN76 Elf     | 22WEa    | 22     | 4              | 204                      | 160 km/h            | Pesa      | 2012–2014      | 026–048                                  | –                                   | przewóz osób na wózkach · przewóz rowerów · gniazdka elektryczne · pojazd niskopodłogowy · klimatyzacja przestrzeni pasażerskiej · automaty biletowe | [ 171 ] [ 38 ] [ 167 ] [ 172 ]  |
| 48WE Elf II  | 48WE     | 10     | 5              | 286                      | 160 km/h            | Pesa      | 2019–2020      | 001–010                                  | –                                   | przewóz osób na wózkach · przewóz rowerów · gniazdka elektryczne · pojazd niskopodłogowy · klimatyzacja przestrzeni pasażerskiej · automaty biletowe | [ 173 ]                         |
| 48WEb Elf II | 48WEb    | 5      | 5              | 240                      | 160 km/h            | Pesa      | 2020–2021      | 019–023                                  | –                                   | przewóz osób na wózkach · przewóz rowerów · gniazdka elektryczne · pojazd niskopodłogowy · klimatyzacja przestrzeni pasażerskiej · automaty biletowe | [ 174 ] [ 175 ] [ 176 ] [ 177 ] |
| 48WEd Elf II | 48WEd    | 4      | 5              | 240                      | 160 km/h            | Pesa      | 2025           | 052-055                                  | –                                   | przewóz osób na wózkach · przewóz rowerów · gniazdka elektryczne · pojazd niskopodłogowy · klimatyzacja przestrzeni pasażerskiej · automaty biletowe | [ 178 ] [ 179 ] [ 180 ]         |

| Seria      | Typ   | Liczba | Liczba członów | Liczba miejsc siedzących | Prędkość maksymalna | Producent   | Lata produkcji | Numery taborowe | Modernizator | Właściwości |                                         |
| ---------- | ----- | ------ | -------------- | ------------------------ | ------------------- | ----------- | -------------- | --------------- | ------------ | --- | --------------------------------------- |
| SA105      | 213M  | 2      | 1              | 100                      | 100 km/h            | ZNTK Poznań | 2002           | 001 i 002       | –            | |                                         |
| SA105      | 213M  | 2      | 1              | 100                      | 100 km/h            | ZNTK Poznań | 2002           | 001 i 002       | –            | przewóz osób na wózkach · pojazd niskopodłogowy · klimatyzacja przestrzeni pasażerskiej                                          | [ 181 ] [ 182 ] [ 167 ]                 |
| SA108      | 215M  | 4      | 2              | 100                      | 100 km/h            | ZNTK Poznań | 2003–2006      | 001, 010        | –            | przewóz osób na wózkach · pojazd niskopodłogowy · klimatyzacja przestrzeni pasażerskiej                                          | [ 181 ] [ 182 ] [ 167 ]                 |
| SA108      | 215M  | 4      | 2              | 100                      | 100 km/h            | ZNTK Poznań | 2003–2006      | 002, 003        | Pesa (2013)  | przewóz osób na wózkach · gniazdka elektryczne · pojazd niskopodłogowy · klimatyzacja przestrzeni pasażerskiej                   | [ 167 ]                                 |
| SA132      | 218Ma | 10     | 2              | 160+4                    | 120 km/h            | Pesa        | 2005–2007      | 001, 003, 004   | Pesa (2015)  | przewóz osób na wózkach · pojazd niskopodłogowy · klimatyzacja przestrzeni pasażerskiej                                          | [ 182 ] [ 167 ] [ 109 ]                 |
| SA132      | 218Ma | 10     | 2              | 160+4                    | 120 km/h            | Pesa        | 2005–2007      | 008–011         | Pesa (2016)  | przewóz osób na wózkach · pojazd niskopodłogowy · klimatyzacja przestrzeni pasażerskiej                                          | [ 183 ] [ 182 ] [ 112 ] [ 167 ] [ 159 ] |
| SA132      | 218Ma | 10     | 2              | 160+4                    | 120 km/h            | Pesa        | 2005–2007      | 013–015         | –            | przewóz osób na wózkach · pojazd niskopodłogowy · klimatyzacja przestrzeni pasażerskiej                                          | [ 183 ] [ 182 ] [ 167 ]                 |
| SA134      | 218Md | 2      | 2              | 128+10                   | 120 km/h            | Pesa        | 2008           | 008, 010        | –            | przewóz osób na wózkach · pojazd niskopodłogowy · klimatyzacja przestrzeni pasażerskiej                                          | [ 184 ] [ 182 ] [ 167 ]                 |
| SA139 Link | 223M  | 3      | 2              | 126                      | 120 km/h            | Pesa        | 2015           | 007–009         | –            | przewóz osób na wózkach · przewóz rowerów · gniazdka elektryczne · pojazd niskopodłogowy · klimatyzacja przestrzeni pasażerskiej | [ 185 ] [ 97 ] [ 105 ] [ 160 ] [ 186 ]  |
| SA136-ATR  | 219M  | 2      | 3              | 140                      | 130 km/h            | Pesa        | 2009           | 001–002         | –            | przewóz osób na wózkach · przewóz rowerów · gniazdka elektryczne · pojazd niskopodłogowy · klimatyzacja przestrzeni pasażerskiej | [ 187 ]                                 |

| Seria           | Typ   | Liczba | Liczba członów | Liczba miejsc siedzących | Prędkość maksymalna | Producent | Lata produkcji | Numery taborowe  | Modernizator | Właściwości |                 |
| --------------- | ----- | ------ | -------------- | ------------------------ | ------------------- | --------- | -------------- | ---------------- | ------------ | --- | --------------- |
| 36WEh Impuls II | 36WEh | 6      | 3              | 170                      | 160 km/h            | Newag     | 2023           | 003-006, 025-026 | Newag        | przewóz osób na wózkach · przewóz rowerów · gniazdka elektryczne · pojazd niskopodłogowy · klimatyzacja przestrzeni pasażerskiej | [ 188 ] [ 189 ] |

## Obsługiwane połączenia (od 1 stycznia 2023 roku)

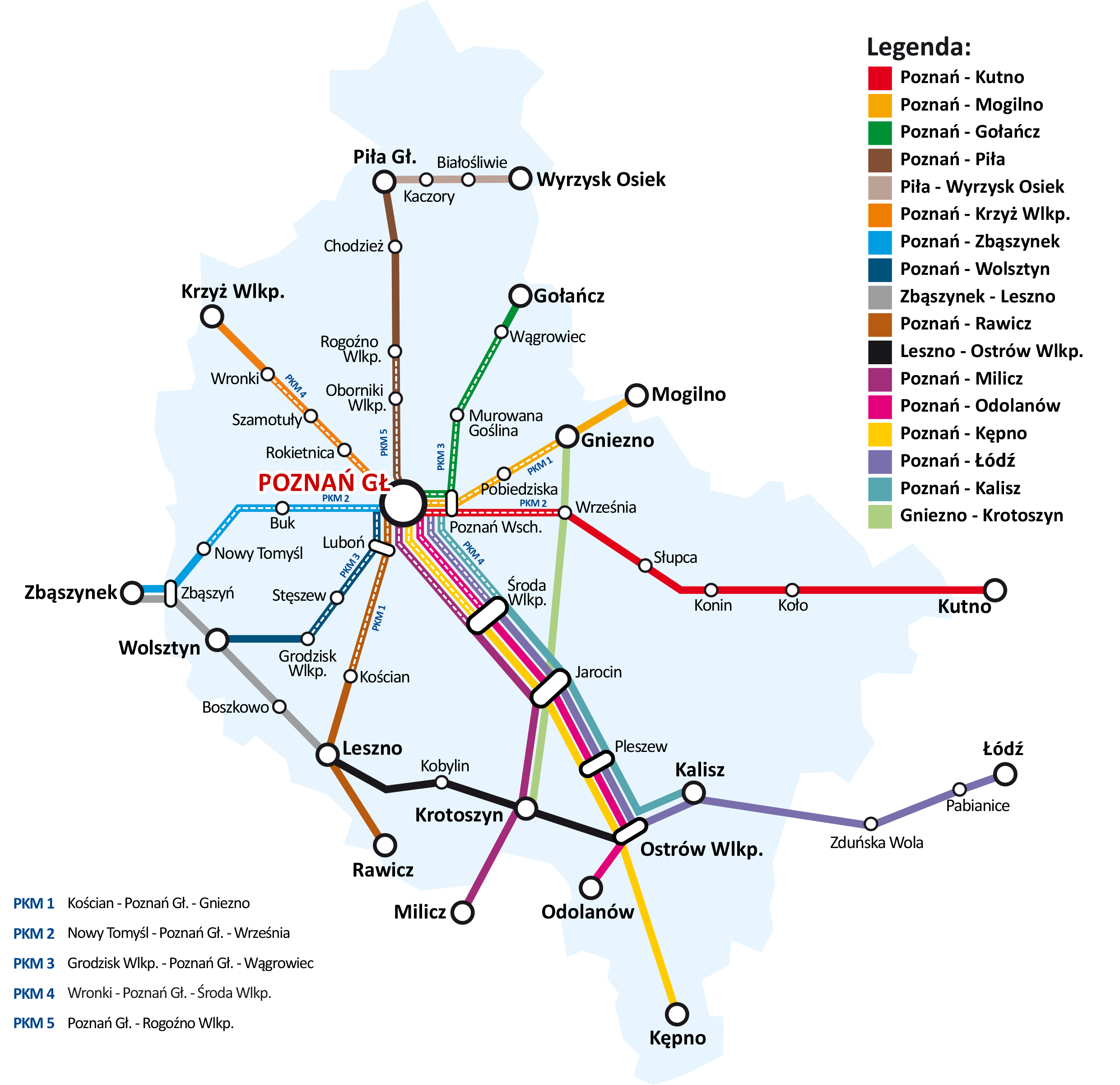

### Leszno – Zbąszynek

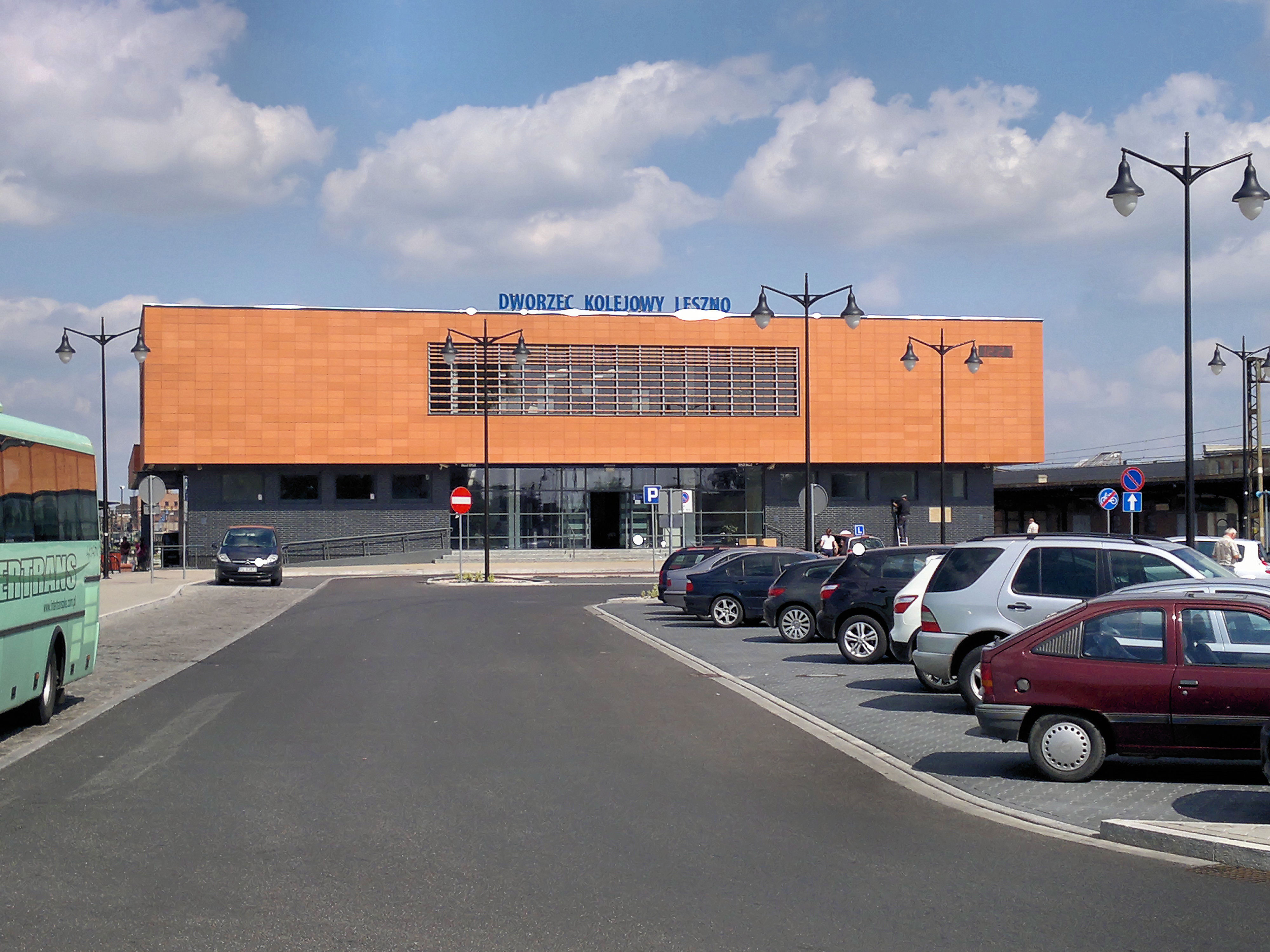
Leszno

Linia została otwarta 1 czerwca 2011. Pociągiem relacji Wolsztyn – Leszno zainaugurowano przewozy spółki. Połączenie wykorzystuje linie kolejowe nr 3 i 359. Jest to jedyna normalnotorowa linia planowa w Europie obsługująca pociągi prowadzone trakcją parową, ponieważ 15 grudnia 2013 na trasie Poznań – Wolsztyn zawieszono kursowanie pociągów prowadzonych parowozami.
1 kwietnia 2014 na trasie Wolsztyn – Leszno – Wolsztyn zawieszono planową obsługę połączeń lokomotywą parową.
15 maja 2017 na liniach Wolsztyn – Leszno oraz Wolsztyn – Poznań wróciły pociągi ciągnięte parowozem.
| Leszno               | Leszno – Centrum | T | T |
| Wilkowice            | Wilkowice        |   |   |
| Krzycko Wielkie      | Krzycko Wielkie  |   |   |
| Włoszakowice         | Włoszakowice     |   |   |
| Boszkowo             | Boszkowo         |   |   |
| Starkowo             | Starkowo         |   |   |
| Błotnica             | Błotnica         |   |   |
| Perkowo              | Perkowo          |   |   |
| Nowawieś Mochy       | Nowa Wieś        |   |   |
| Nowy Solec           | Solec Nowy       |   |   |
| Wroniawy             | Wroniawy         |   |   |
| Nowy Widzim          | Nowy Widzim      |   |   |
| Wolsztyn             | Wolsztyn         | T |   |
| Tuchorza             | Stara Tuchorza   |   |   |
| Belęcin Wielkopolski | Belęcin          |   |   |
| Stefanowo            | Stefanowo        |   |   |
| Zbąszyń Przedmieście | Zbąszyń          |   |   |
| Zbąszyń              | Zbąszyń          | T |   |
| Zbąszynek            | Zbąszynek        | T |   |

### Leszno – Ostrów Wielkopolski

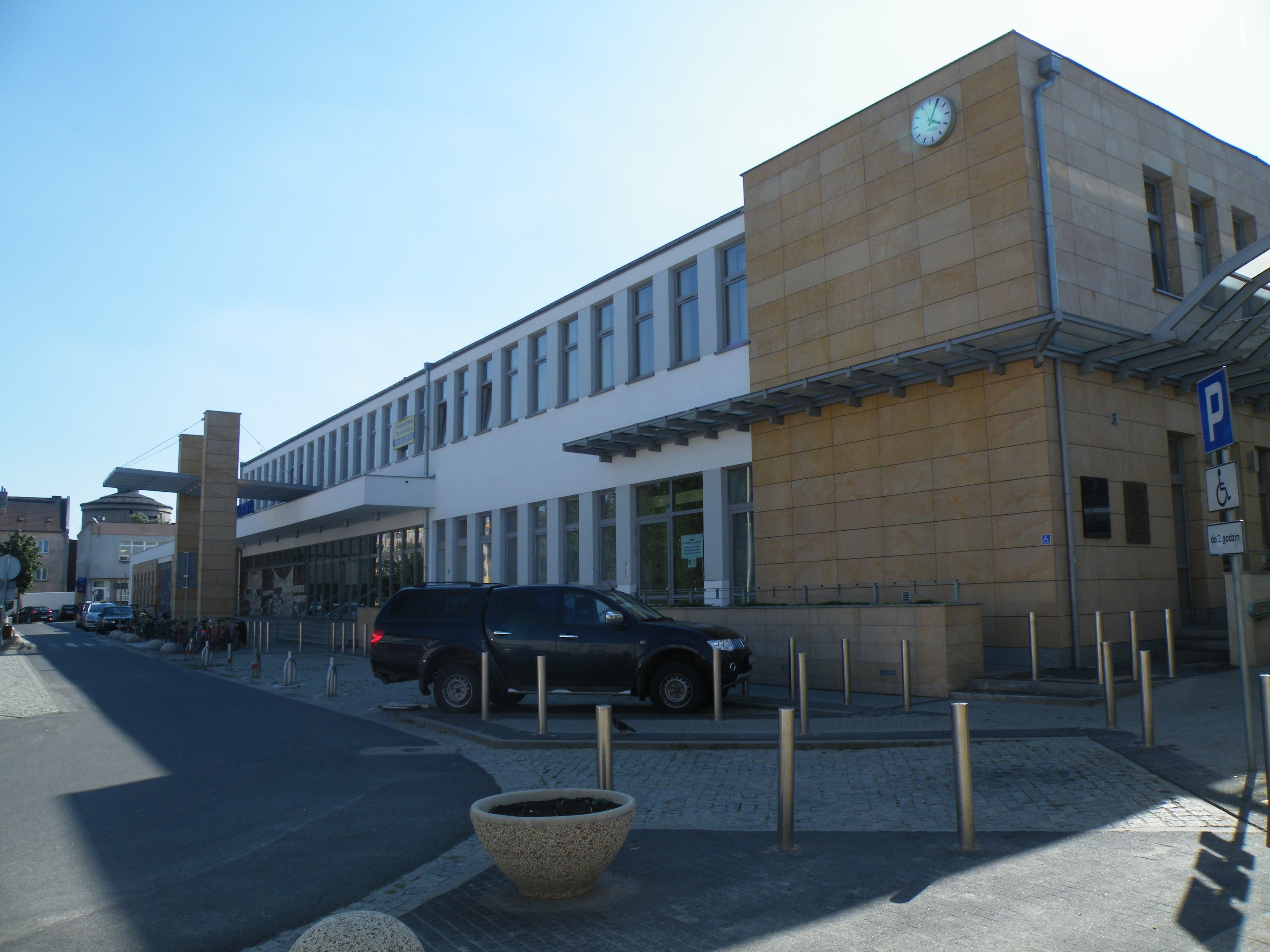
Ostrów Wielkopolski

Linia została otwarta 1 czerwca 2011. Była to jedna z dwóch linii, na których debiutowały Koleje Wielkopolskie. Połączenie wykorzystuje linie kolejowe nr 14, 815 i 816.
| Leszno                      | Leszno – Centrum                   | T | T |
| Leszno Grzybowo             | Leszno – Grzybowo                  |   |   |
| Kąkolewo                    | Kąkolewo                           |   |   |
| Pawłowice                   | Pawłowice                          |   |   |
| Poniec                      | Poniec                             |   |   |
| Dzięczyn                    | Dzięczyna                          |   |   |
| Karzec                      | Karzec                             |   |   |
| Krobia                      | Krobia                             |   |   |
| Włostowo                    | Chwałkowo                          |   |   |
| Pępowo                      | Krzekotowice                       |   |   |
| Czeluścin                   | Czeluścin                          |   |   |
| Kobylin                     | Kobylin                            |   |   |
| Kuklinów                    | Kuklinów                           |   |   |
| Dzierżanów Wielkopolski     | Dzierżanów                         |   |   |
| Krotoszyn                   | Krotoszyn                          |   |   |
| Gorzupia                    | Gorzupia                           |   |   |
| Biadki                      | Biadki                             |   |   |
| Daniszyn                    | Daniszyn                           |   |   |
| Łąkociny                    | Łąkociny                           |   |   |
| Ostrów Wielkopolski Gorzyce | Ostrów Wielkopolski – Nowe Parcele |   |   |
| Ostrów Wielkopolski         | Ostrów Wielkopolski – Śródmieście  | T | T |

### Poznań Główny – Gołańcz

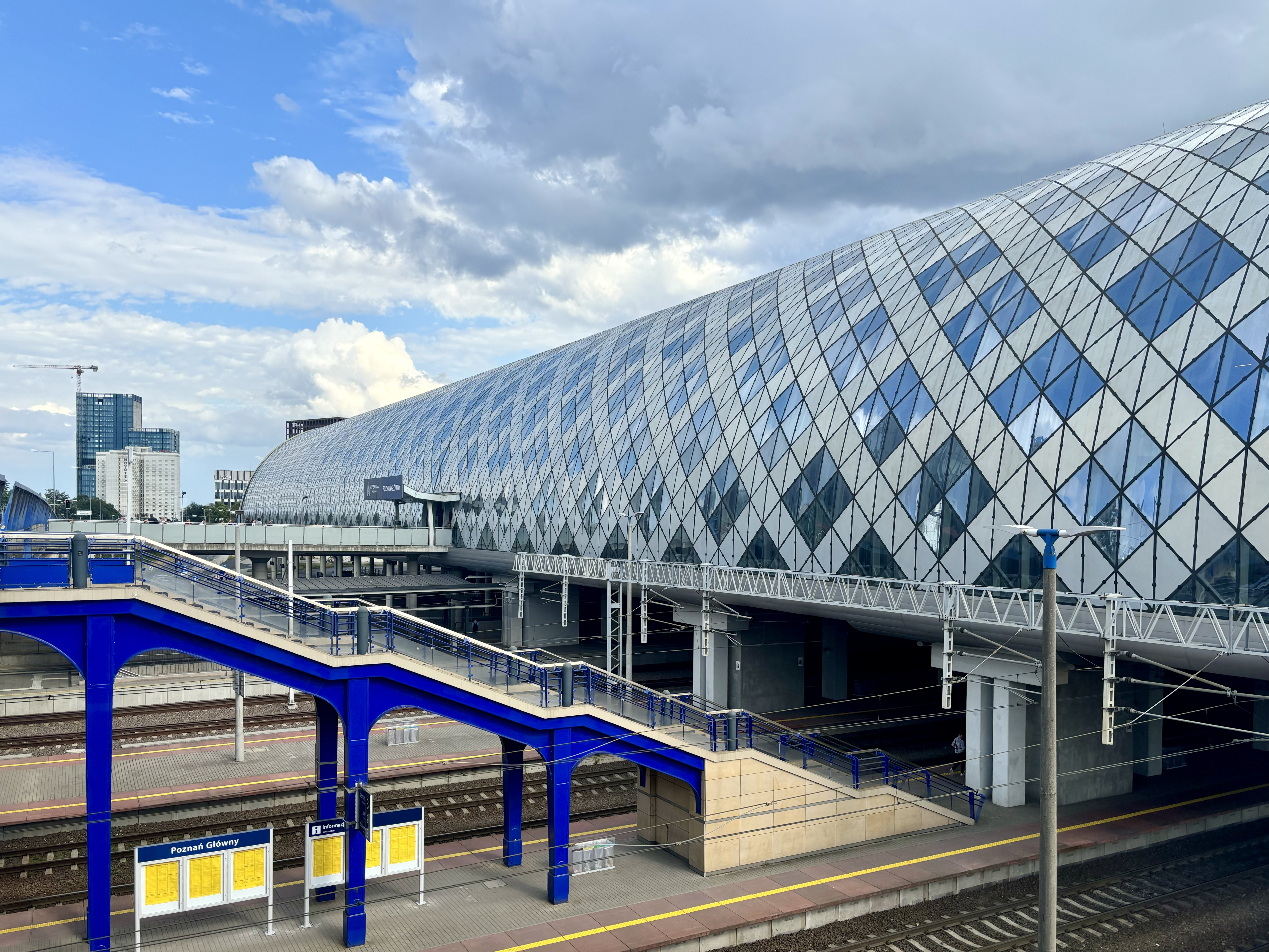
Poznań Główny

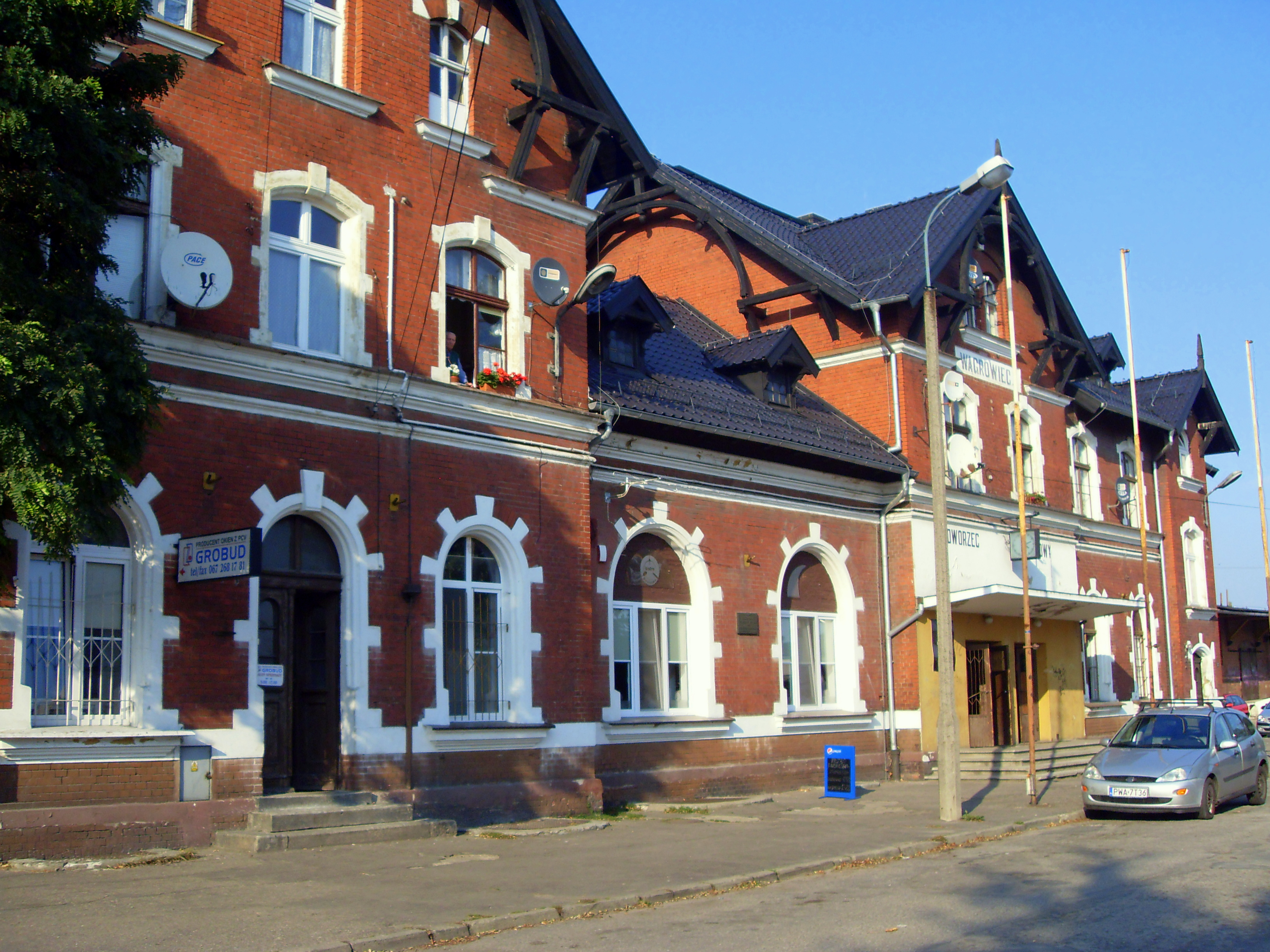
Wągrowiec

Koleje Wielkopolskie pojawiły się na trasie Poznań Główny – Gołańcz 11 grudnia 2011, kiedy to został ogłoszony nowy rozkład jazdy pociągów. Możliwe to było dzięki remontowi linii nr 356 na odcinku Poznań Wschód – Wągrowiec. Połączenie wykorzystuje linie kolejowe nr 3 i 356.
W 2015 na linii powstały dwa nowe przystanki – Przebędowo i Łopuchowo Osiedle, które od grudnia 2015 zostały włączone do rozkładu jazdy.
| Poznań Główny         | Poznań – Łazarz                    | T | T |
| Poznań Garbary        | Poznań – Stare Miasto              | T | T |
| Poznań Wschód         | Poznań – Główna                    |   |   |
| Poznań Karolin        | Poznań – Karolin                   |   |   |
| Czerwonak             | Czerwonak                          |   | T |
| Czerwonak Osiedle     | Czerwonak                          |   |   |
| Owińska               | Owińska                            |   | T |
| Bolechowo             | Bolechowo-Osiedle                  |   |   |
| Zielone Wzgórza       | Murowana Goślina – Zielone Wzgórza |   | T |
| Murowana Goślina      | Murowana Goślina                   | T |   |
| Przebędowo            | Przebędowo                         |   |   |
| Łopuchowo             | Łopuchowo                          |   |   |
| Łopuchowo Osiedle     | Łopuchowo                          |   |   |
| Sława Wielkopolska    | Sława Wielkopolska                 |   |   |
| Skoki                 | Skoki                              | T |   |
| Roszkowo Wągrowieckie | Roszkowo                           |   |   |
| Przysieczyn           | Przysieczyn                        |   |   |
| Wągrowiec             | Wągrowiec                          | T | T |
| Kobylec               | Kobylec                            |   |   |
| Grylewo               | Grylewo                            |   |   |
| Laskownica            | Laskownica Mała                    |   |   |
| Gołańcz               | Gołańcz                            |   |   |

### Poznań Główny – Wolsztyn – Powodowo
Koleje Wielkopolskie pojawiły się na trasie Poznań Główny – Wolsztyn 11 grudnia 2011, kiedy to został ogłoszony nowy rozkład jazdy pociągów. Możliwe to było dzięki rewitalizacji linii nr 357 na odcinku Luboń – Wolsztyn. Do 15 grudnia 2013 część kursów na linii obsługiwały pociągi prowadzone lokomotywą parową, jednak z uwagi na prace remontowe na linii, parowozy przeniesiono na trasę Wolsztyn – Leszno. Od 15 maja 2017, w soboty ponownie uruchomiono pociągi parowe na trasie Wolsztyn – Poznań Główny. Połączenie wykorzystuje linie kolejowe nr 271 i 357. 14 grudnia 2014 otwarto na linii nowy przystanek osobowy – Grąblewo, znajdujący się między przystankiem Ptaszkowo Wielkopolskie a stacją Grodzisk Wielkopolski. Od 1 września 2024 roku pociągi zostały wydłużone do przystanku kolejowego Powodowo
| Poznań Główny           | Poznań – Łazarz       | T | T |
| Poznań Dębiec           | Poznań – Dębiec       |   |   |
| Luboń koło Poznania     | Luboń                 |   | T |
| Wiry                    | Wiry                  |   |   |
| Szreniawa               | Szreniawa             |   |   |
| Trzebaw Rosnówko        | Rosnówko              |   |   |
| Stęszew                 | Stęszew               |   | T |
| Strykowo Poznańskie     | Strykowo              |   |   |
| Granowo Nowotomyskie    | Granowo               |   | T |
| Kotowo                  | Kotowo                |   |   |
| Ptaszkowo Wielkopolskie | Ptaszkowo             |   |   |
| Grąblewo                | Grąblewo              |   |   |
| Grodzisk Wielkopolski   | Grodzisk Wielkopolski |   | T |
| Młyniewo Nowotomyskie   | Młyniewo              |   |   |
| Ruchocice               | Ruchocice             |   |   |
| Drzymałowo              | Drzymałowo            |   |   |
| Rakoniewice             | Rakoniewice           |   |   |
| Rostarzewo              | Rostarzewo            |   |   |
| Tłoki                   | Tłoki                 |   |   |
| Wolsztyn                | Wolsztyn              | T |   |
| Powodowo                | Powodowo              |   |   |

### Poznań Główny – Kutno

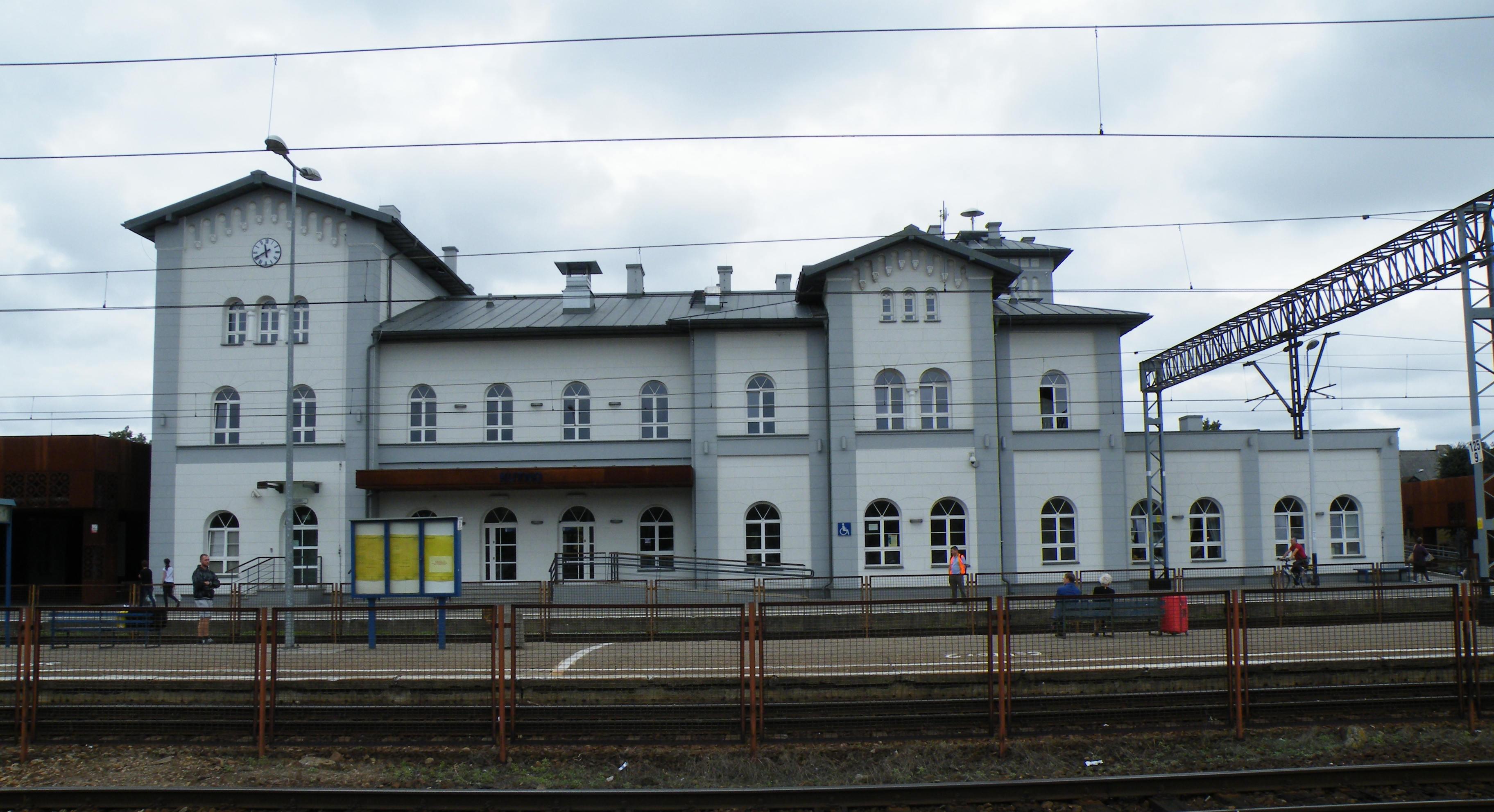
Kutno

Obsługa linii została przejęta od Przewozów Regionalnych 9 grudnia 2012. Połączenie wykorzystuje linie kolejowe nr 3, 807 i 808.
| Poznań Główny         | Poznań – Łazarz            | T | T |
| Poznań Garbary        | Poznań – Stare Miasto      | T |   |
| Poznań Wschód         | Poznań – Główna            |   |   |
| Poznań Antoninek      | Poznań – Antoninek         |   |   |
| Swarzędz              | Swarzędz                   | T |   |
| Paczkowo              | Paczkowo                   |   |   |
| Kostrzyn Wielkopolski | Kostrzyn                   | T |   |
| Gułtowy               | Gułtowy                    |   |   |
| Nekla                 | Nekla                      | T |   |
| Podstolice            | Podstolice                 |   |   |
| Września              | Września – Zawodzie        | T | T |
| Gutowo Wielkopolskie  | Gutowo Wielkie             |   |   |
| Otoczna               | Otoczna                    |   |   |
| Wólka                 | Staw                       |   |   |
| Strzałkowo            | Strzałkowo                 | T |   |
| Słupca                | Słupca                     | T |   |
| Cienin                | Cienin Zaborny             |   |   |
| Cienin Kościelny      | Cienin Kościelny           |   |   |
| Spławie               | Adamów                     |   |   |
| Kawnice               | Kawnice                    |   |   |
| Konin Zachód          | Konin – Chorzeń            |   |   |
| Konin                 | Konin – Osiedle III        | T | T |
| Kramsk                | Wysokie                    |   |   |
| Budki Nowe            | Nowe Budki                 |   |   |
| Koło                  | Koło – Osiedle Warszawskie | T |   |
| Barłogi               | Barłogi                    |   |   |
| Kłodawa               | Pomarzany Fabryczne        | T |   |
| Turzynów              | Turzynów                   |   |   |
| Krzewie               | Krzewie                    |   |   |
| Nowe Kutnowskie       | Nowe                       |   |   |
| Kutno                 | Kutno – Centrum            |   |   |

### Poznań Główny – Zbąszynek

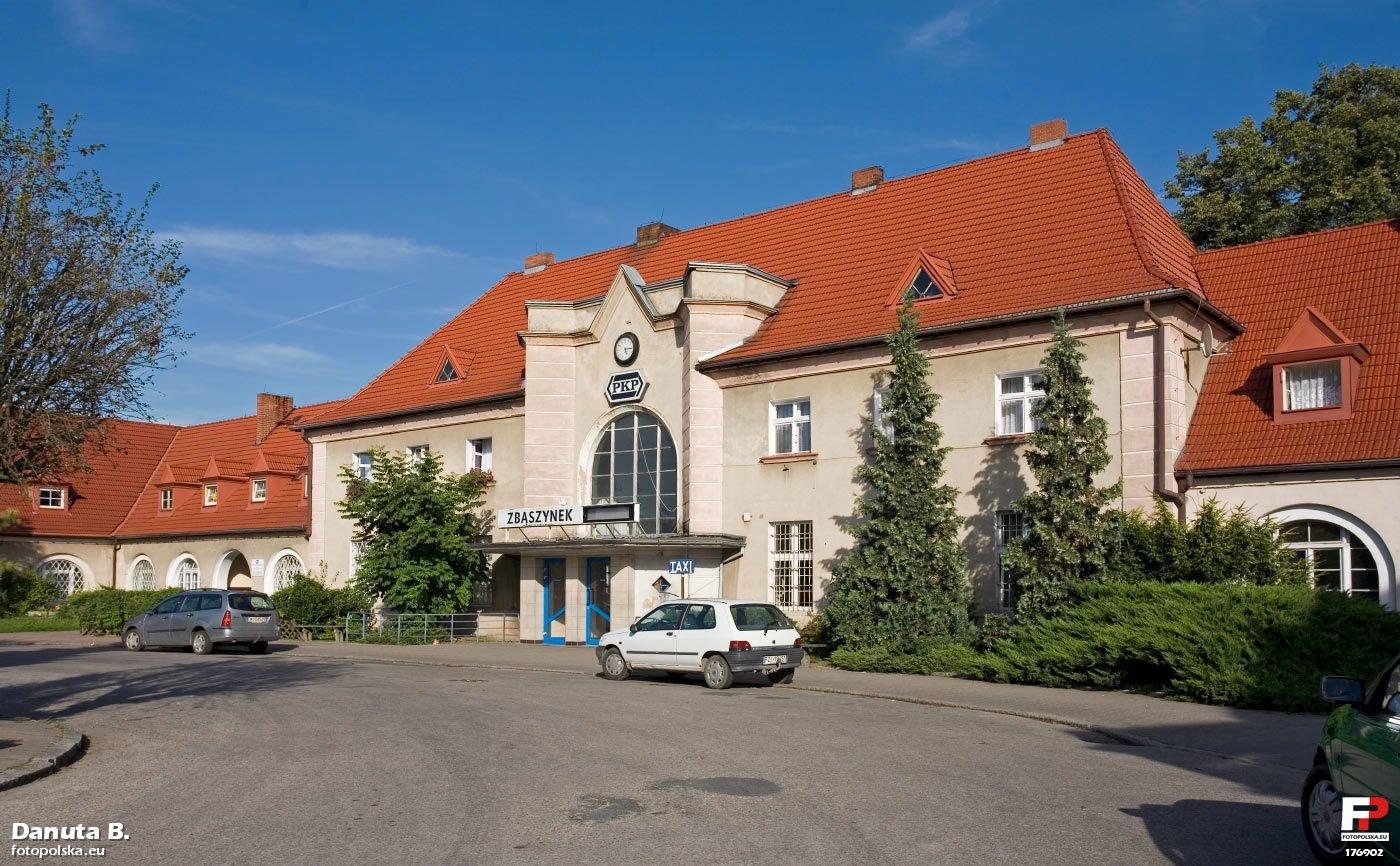
Zbąszynek

Obsługa linii została w większości przejęta od Przewozów Regionalnych 9 grudnia 2012. Połączenie wykorzystuje linię kolejową nr 3.
| Poznań Główny           | Poznań – Łazarz   | T | T |
| Poznań Górczyn          | Poznań – Górczyn  |   |   |
| Poznań Junikowo         | Poznań – Junikowo |   |   |
| Palędzie                | Dąbrówka          | T | T |
| Dopiewo                 | Dopiewo           | T | T |
| Otusz                   | Skrzynki          |   |   |
| Buk                     | Buk               |   |   |
| Wojnowice Wielkopolskie | Wojnowice         |   |   |
| Opalenica               | Opalenica         | T |   |
| Porażyn                 | Bukowiec Stary    |   |   |
| Sątopy                  | Sątopy            |   |   |
| Nowy Tomyśl             | Nowy Tomyśl       | T |   |
| Jastrzębsko             | Jastrzębsko Stare |   |   |
| Chrośnica               | Chrośnica         |   |   |
| Zbąszyń                 | Zbąszyń           | T |   |
| Zbąszynek               | Zbąszynek         |   |   |

### Poznań Główny – Mogilno

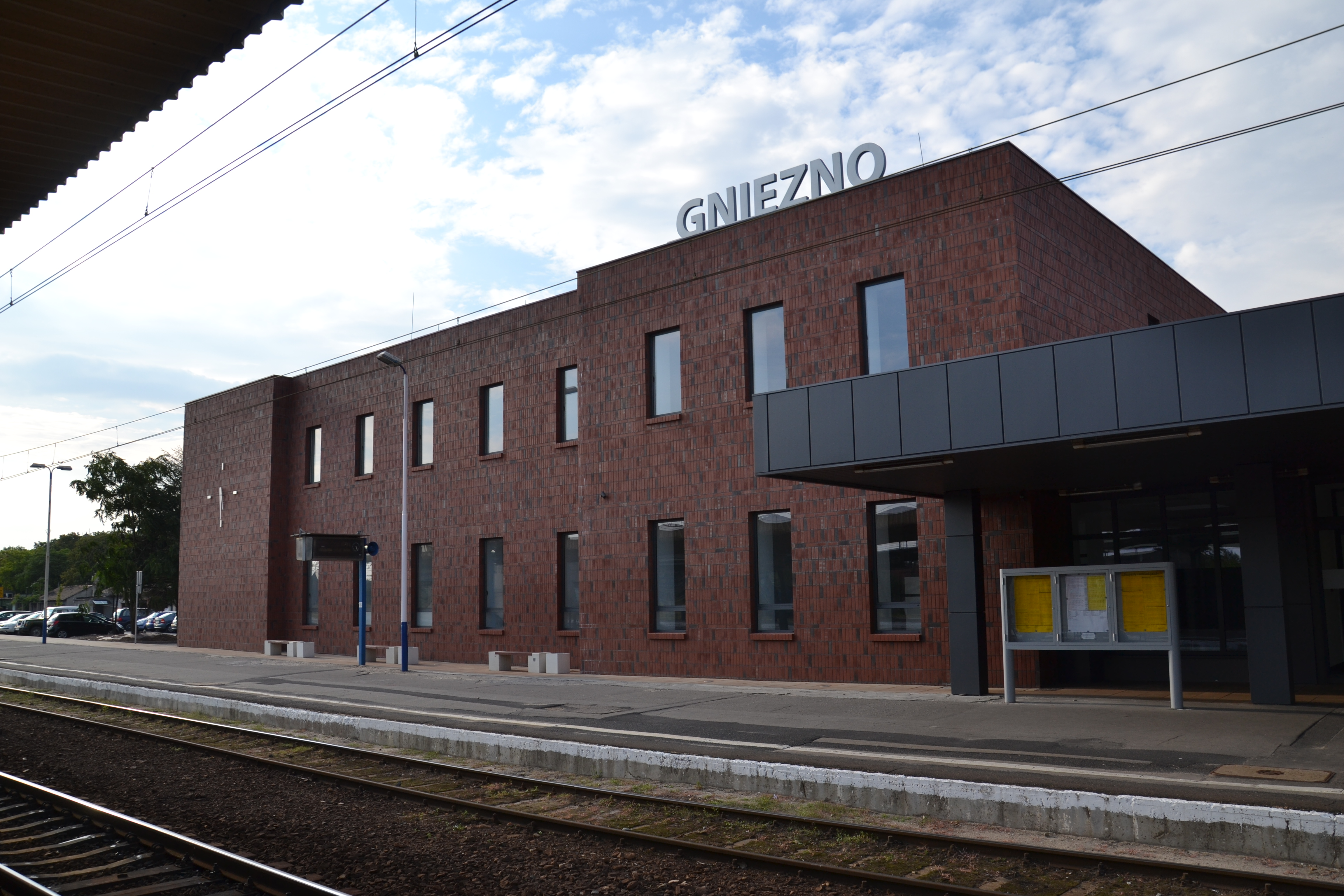
Gniezno

Trasa została udostępniona Kolejom Wielkopolskim w grudniu 2013 roku. Pociągi spółki zastąpiły część kursów pociągów Regio organizowanych przez Przewozy Regionalne. Połączenie wykorzystuje linie kolejowe nr 3 i 353.
| Poznań Główny           | Poznań – Łazarz              | T | T |
| Poznań Garbary          | Poznań – Stare Miasto        | T |   |
| Poznań Wschód           | Poznań – Główna              |   |   |
| Ligowiec                | Ligowiec                     |   |   |
| Kobylnica               | Kobylnica                    |   |   |
| Biskupice Wielkopolskie | Biskupice                    | T |   |
| Promno                  | Promno-Stacja                |   |   |
| Pobiedziska Letnisko    | Pobiedziska – Letnisko Leśne | T |   |
| Pobiedziska             | Pobiedziska                  |   |   |
| Lednogóra               | Lednogóra                    |   |   |
| Fałkowo                 | Fałkowo                      |   |   |
| Pierzyska               | Pierzyska                    |   |   |
| Gniezno                 | Gniezno – Stare Miasto       | T | T |
| Jankowo Dolne           | Jankowo Dolne                |   |   |
| Trzemeszno              | Trzemeszno                   |   |   |
| Wydartowo               | Wydartowo                    |   |   |
| Mogilno                 | Mogilno                      |   |   |

### Poznań Główny – Krotoszyn

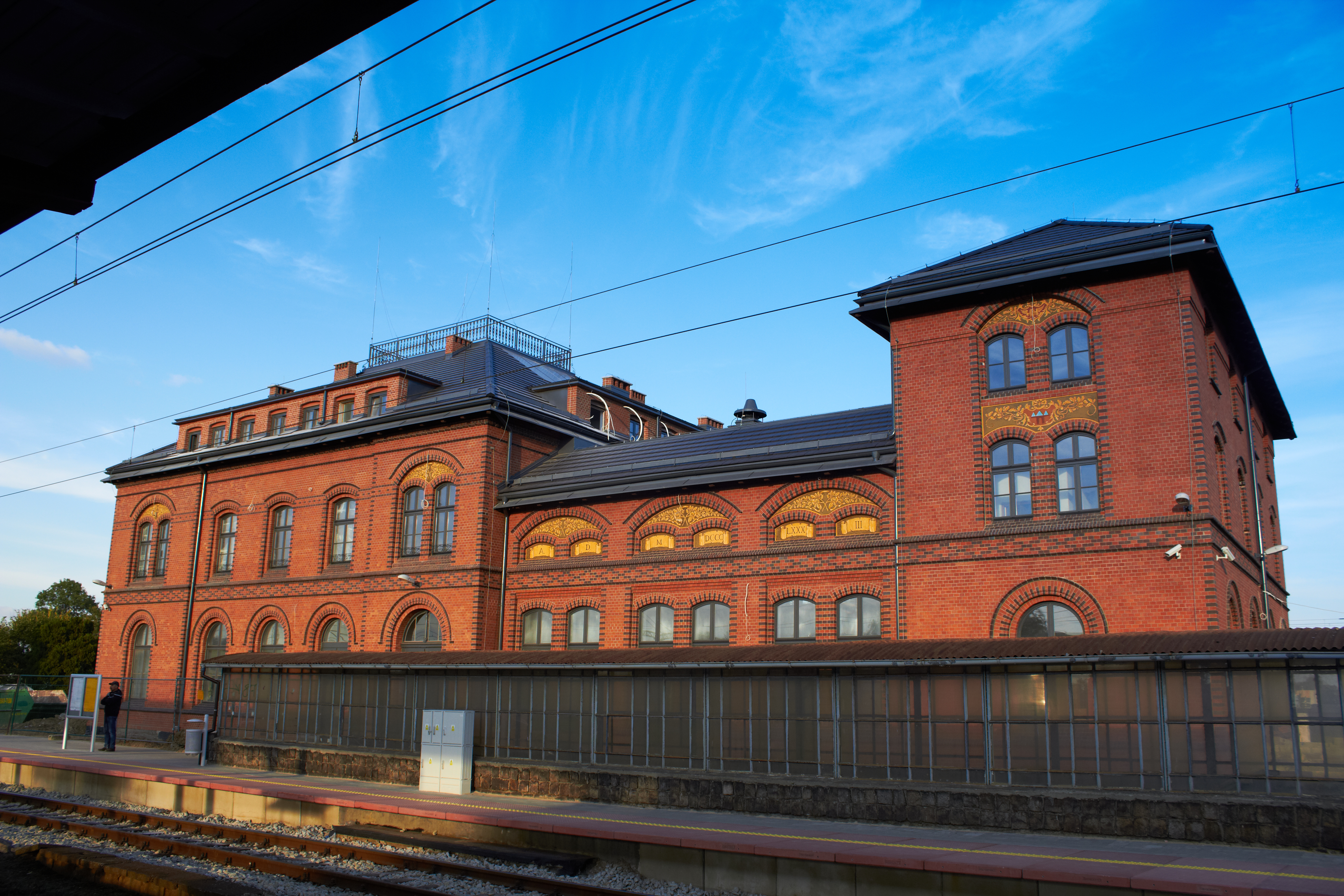
Jarocin

Trasa została udostępniona Kolejom Wielkopolskim 10 grudnia 2017 roku. Pociągi spółki zastąpiły część kursów pociągów Regio organizowanych przez Przewozy Regionalne. Połączenie wykorzystuje linie kolejowe nr 272 i 281. Od 13 grudnia 2020 roku dwie pary pociągów zostały wydłużone do stacji Milicz. Pociągi z Krotoszyna do Milicza zlikwidowano w rozkładzie jazdy 2024/2025
| Przebieg linii      | Przebieg linii        | Przebieg linii   | Przebieg linii   | Przebieg linii   | Przebieg linii |
| Stacja/Przystanek   | Miejscowość-Dzielnica | Sprzedaż biletów | Sprzedaż biletów | Sprzedaż biletów |                |
| Stacja/Przystanek   | Miejscowość-Dzielnica | Kasa             | Biletomat        |                  |                |
| ------------------- | --------------------- | ---------------- | ---------------- | ---------------- | -------------- |
| Poznań Główny       | Poznań – Łazarz       | T                | T                |                  |                |
| Poznań Dębina       | Poznań – Dębina       |                  |                  |                  |                |
| Poznań Starołęka    | Poznań – Starołęka    | T                |                  |                  |                |
| Poznań Krzesiny     | Poznań – Garaszewo    |                  |                  |                  |                |
| Gądki               | Gądki                 |                  |                  |                  |                |
| Kórnik              | Szczodrzykowo         |                  |                  |                  |                |
| Pierzchno           | Pierzchno             |                  |                  |                  |                |
| Środa Wielkopolska  | Środa Wielkopolska    | T                |                  |                  |                |
| Sulęcinek           | Sulęcinek             |                  |                  |                  |                |
| Solec Wielkopolski  | Solec                 |                  |                  |                  |                |
| Chocicza            | Chocicza              | T                |                  |                  |                |
| Mieszków            | Mieszków              | T                |                  |                  |                |
| Jarocin             | Jarocin               | T                |                  |                  |                |
| Golina              | Golina                |                  |                  |                  |                |
| Obra Stara          | Stara Obra            |                  |                  |                  |                |
| Koźmin Wielkopolski | Koźmin Wielkopolski   |                  |                  |                  |                |
| Wolenice            | Wolenice              |                  |                  |                  |                |
| Bożacin             | Bożacin               |                  |                  |                  |                |
| Krotoszyn           | Krotoszyn             | T                | T                |                  |                |

### Poznań Główny – Ostrów Wielkopolski – Łęka Opatowska/Odolanów

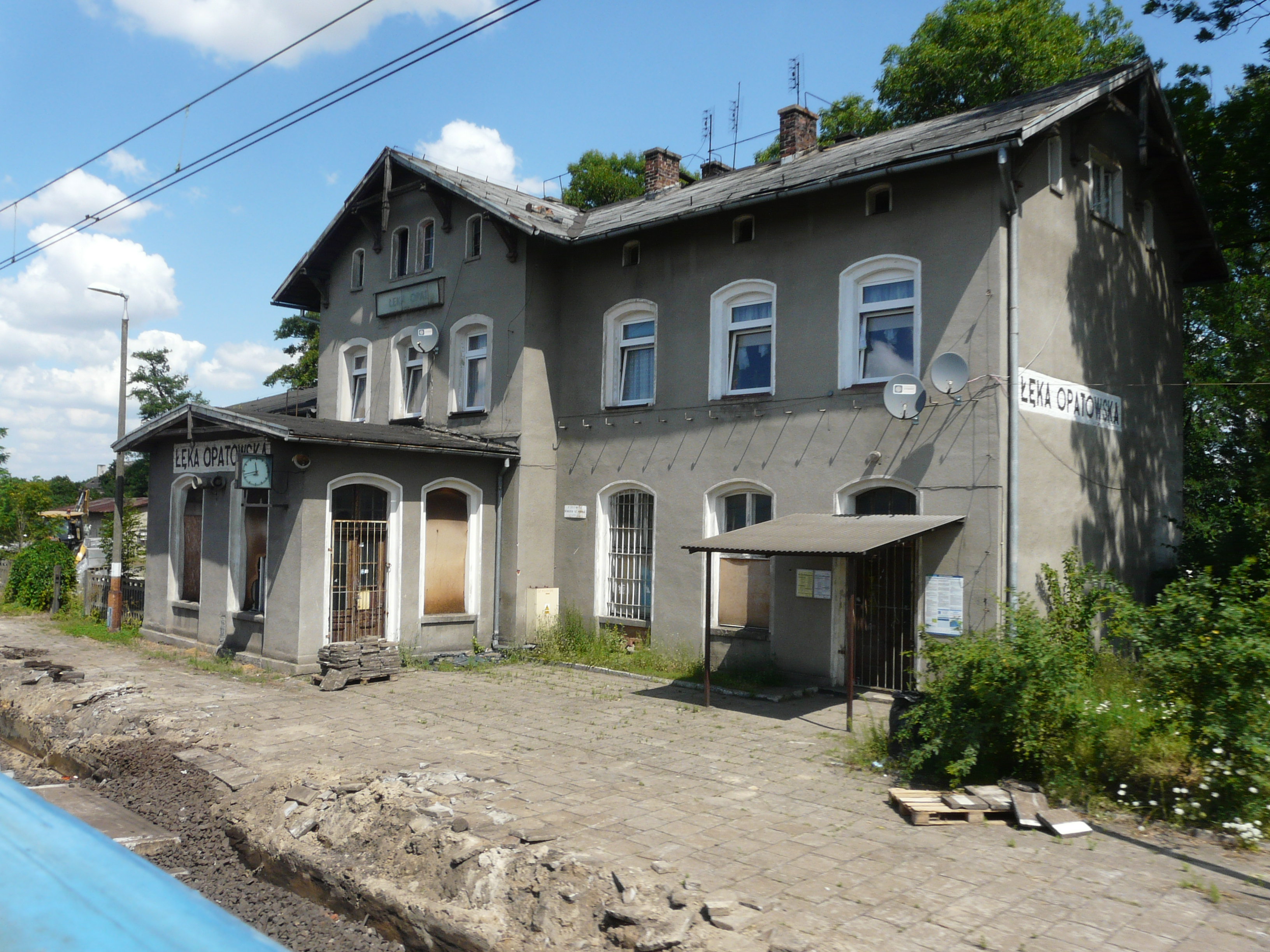
Łęka Opatowska

Trasa została udostępniona Kolejom Wielkopolskim 10 grudnia 2017 roku. Pociągi spółki zastąpiły część kursów pociągów Regio organizowanych przez Przewozy Regionalne. Z dniem 13 grudnia 2020 dwie pary pociągów dotychczas kursujących do Ostrowa Wielkopolskiego wydłużono do Odolanowa. W dniu 15 kwietnia 2025 roku pociągi dotychczas kursujące do Kępna, zostaną wydłużone do Łęki Opatowskiej. Połączenie wykorzystuje między innymi linię kolejową nr 272.
| Poznań Główny           | Poznań – Łazarz                   | T | T |
| Poznań Dębina           | Poznań – Dębina                   |   |   |
| Poznań Starołęka        | Poznań – Starołęka                | T |   |
| Poznań Krzesiny         | Poznań – Garaszewo                |   |   |
| Gądki                   | Gądki                             |   |   |
| Kórnik                  | Szczodrzykowo                     |   |   |
| Pierzchno               | Pierzchno                         |   |   |
| Środa Wielkopolska      | Środa Wielkopolska                | T |   |
| Sulęcinek               | Sulęcinek                         |   |   |
| Solec Wielkopolski      | Solec                             |   |   |
| Chocicza                | Chocicza                          | T |   |
| Mieszków                | Mieszków                          | T |   |
| Jarocin                 | Jarocin                           | T |   |
| Witaszyce               | Witaszyce                         |   |   |
| Kotlin                  | Kotlin                            |   |   |
| Pleszew                 | Kowalew                           | T |   |
| Taczanów                | Taczanów Drugi                    |   |   |
| Bronów                  | Bronów                            |   |   |
| Biniew                  | Biniew                            |   |   |
| Ostrów Wielkopolski     | Ostrów Wielkopolski – Śródmieście | T | T |
| Janków Przygodzki       | Janków Przygodzki                 |   |   |
| Przygodzice             | Przygodzice                       |   |   |
| Antonin                 | Antonin                           |   |   |
| Niedźwiedź Wielkopolski | Niedźwiedź                        |   |   |
| Ostrzeszów              | Ostrzeszów                        | T |   |
| Domanin                 | Domanin                           |   |   |
| Kępno                   | Kępno                             |   |   |
| Słupia                  | Słupia pod Kępnem                 |   |   |
| Łęka Opatowska          | Łęka Opatowska                    |   |   |
| T                       |                                   |   |   |

### Gniezno – Jarocin

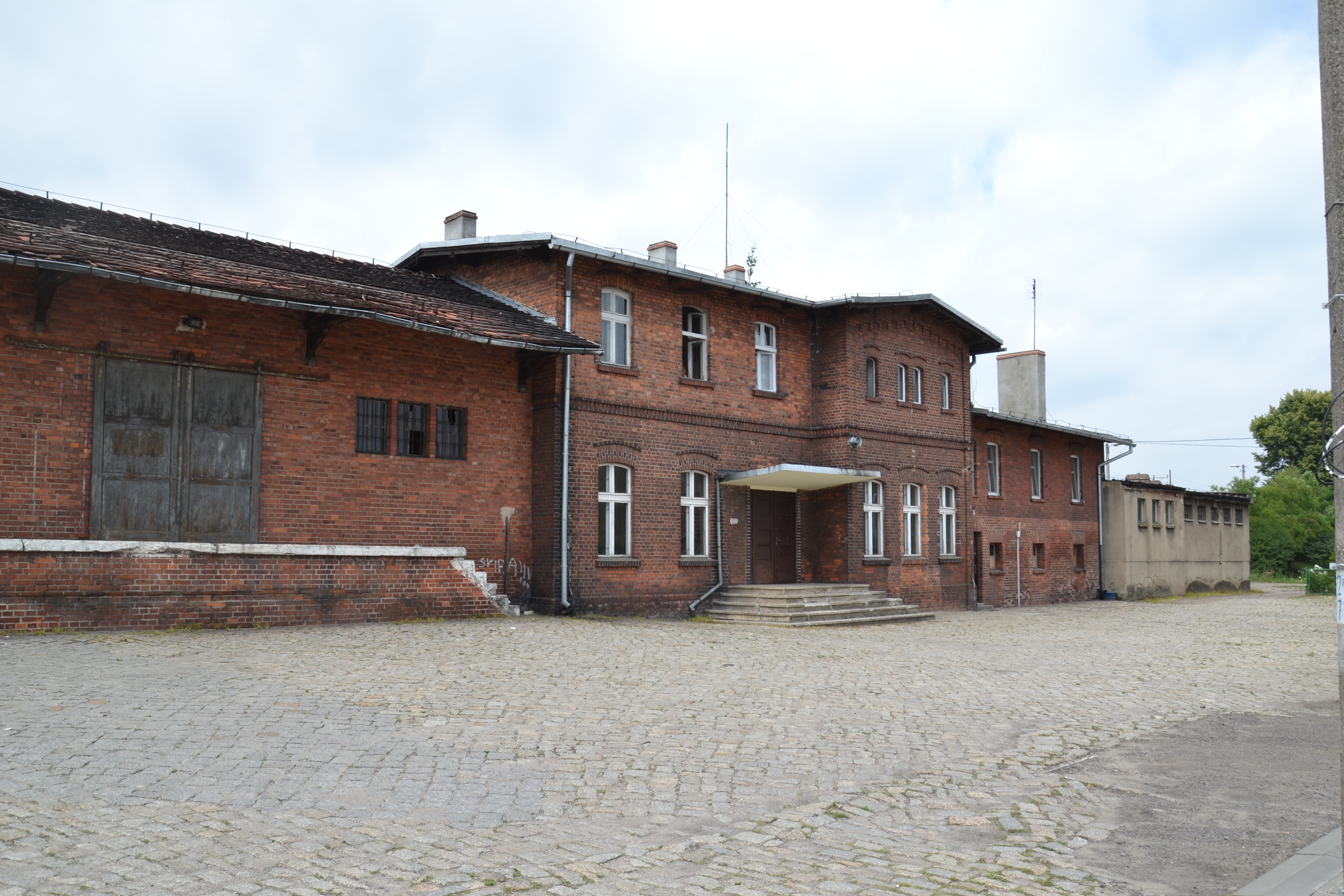
Stacja kolejowa w Orzechowie

Trasa została regularnie uruchomiona 10 czerwca 2018 po 6 latach przerwy. Połączenie wykorzystuje linię kolejową nr 281
| Gniezno             | Gniezno – Stare Miasto    | T | T |
| Gębarzewo           | Gębarzewo                 |   |   |
| Żydowo              | Żydowo                    |   |   |
| Czerniejewo         | Szczytniki Czerniejewskie |   |   |
| Marzenin            | Marzenin                  |   |   |
| Września            | Września                  | T | T |
| Chwalibogowo        | Chwalibogowo              |   |   |
| Miłosław            | Miłosław                  |   |   |
| Orzechowo           | Orzechowo                 |   |   |
| Żerków              | Chrzan                    |   |   |
| Radlin Wielkopolski | Radlin                    |   |   |
| Jarocin             | Jarocin                   | T | T |

### Poznań Główny – Kalisz

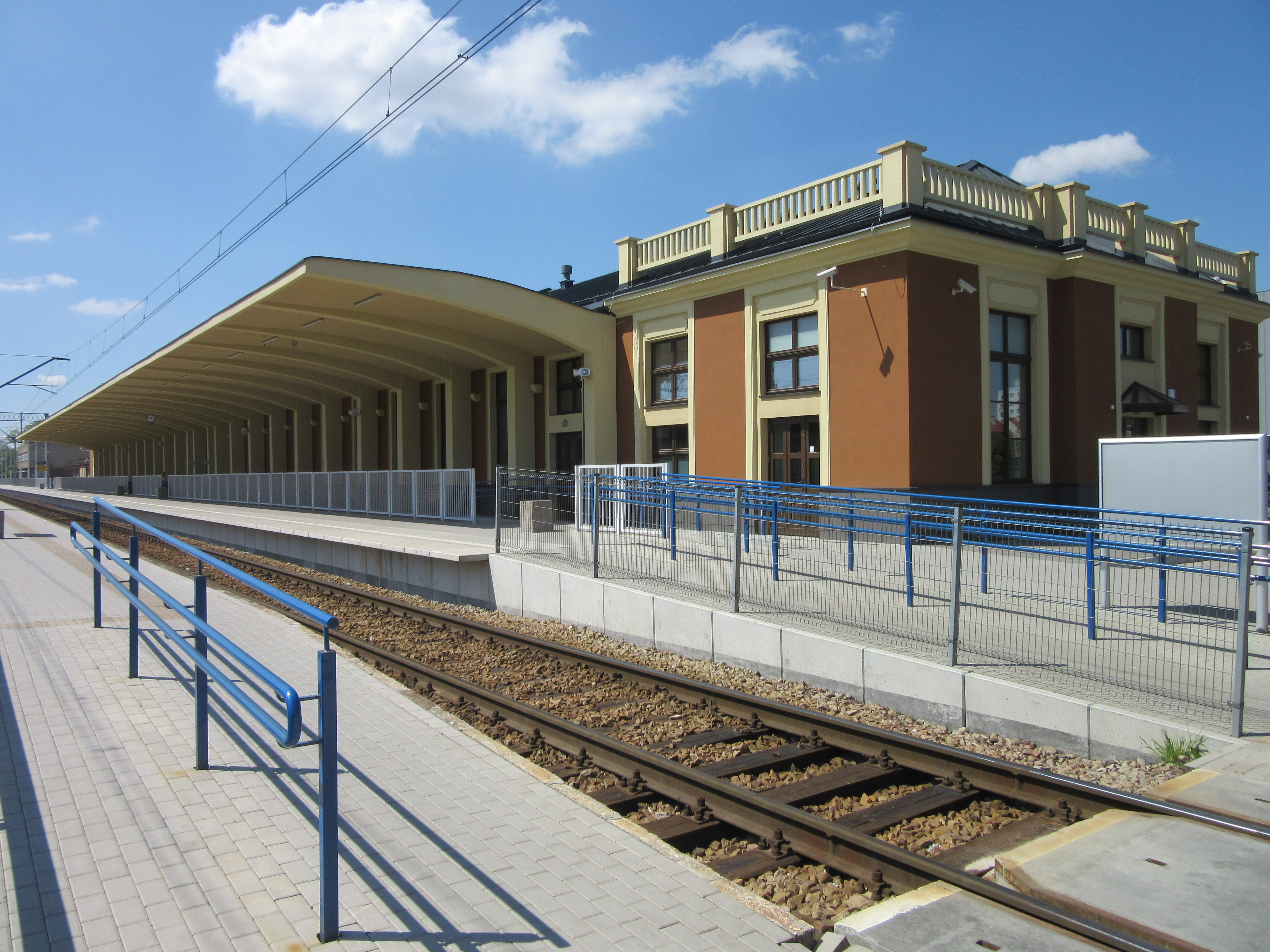
Stacja kolejowa w Kaliszu

Trasa została udostępniona 9 grudnia 2018 roku. Połączenie wykorzystuje linie kolejowe nr 14, 272 i 811. Trasę obsługują 2 pary pociągów z pominięciem Ostrowa Wielkopolskiego.
| Przebieg linii     | Przebieg linii        | Przebieg linii   | Przebieg linii   |
| Stacja/Przystanek  | Miejscowość-Dzielnica | Sprzedaż biletów | Sprzedaż biletów |
| Stacja/Przystanek  | Miejscowość-Dzielnica | Kasa             | Biletomat        |
| ------------------ | --------------------- | ---------------- | ---------------- |
| Poznań Główny      | Poznań – Łazarz       | T                | T                |
| Poznań Dębina      | Poznań – Dębina       |                  |                  |
| Poznań Starołęka   | Poznań – Starołęka    | T                |                  |
| Środa Wielkopolska | Środa Wielkopolska    | T                |                  |
| Jarocin            | Jarocin               | T                |                  |
| Pleszew            | Kowalew               | T                |                  |
| Nowe Skalmierzyce  | Nowe Skalmierzyce     |                  |                  |
| Kalisz             | Kalisz                | T                | T                |

### Poznań Główny - Piła Główna - Wyrzysk Osiek

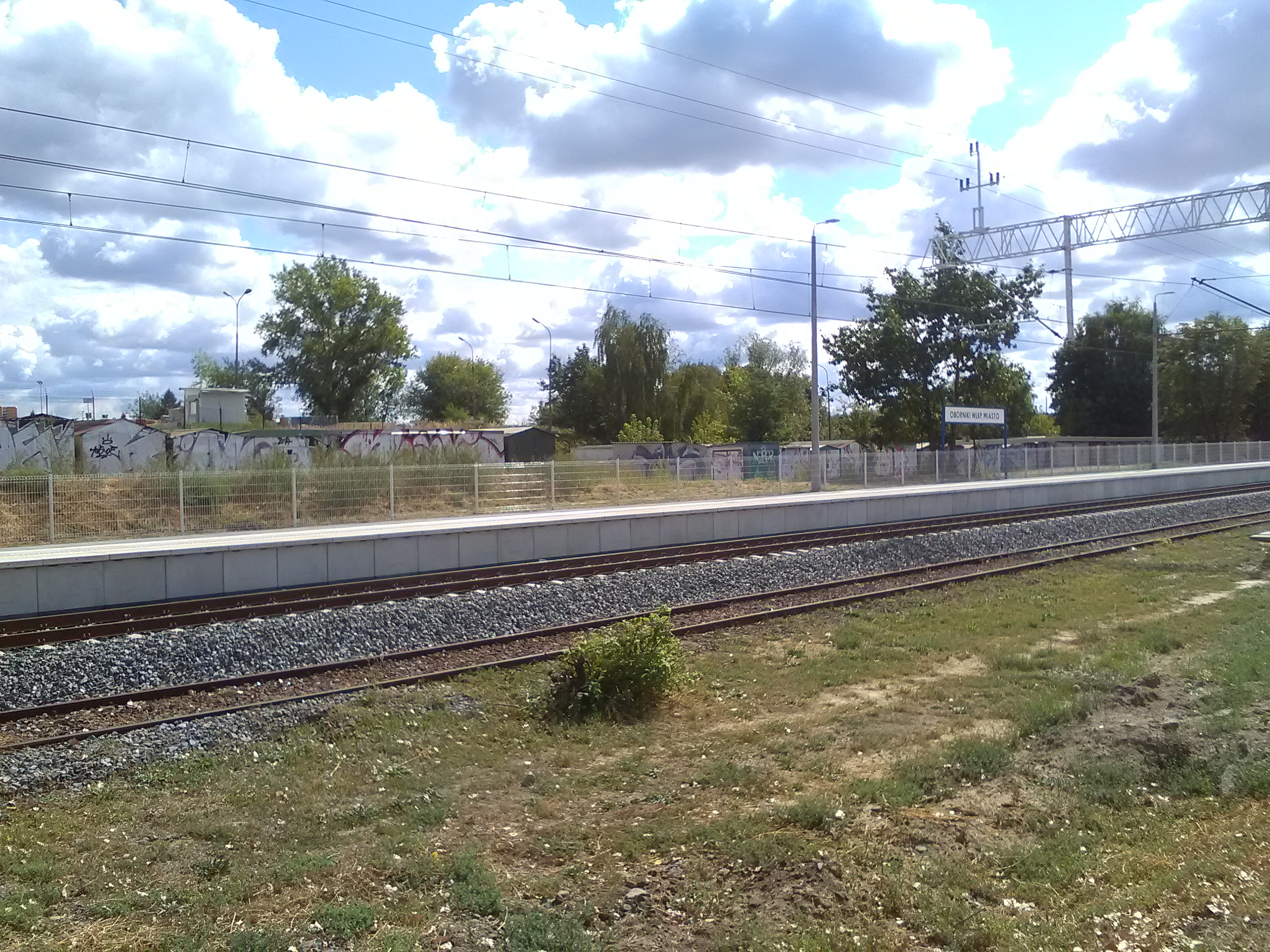
Przystanek osobowy Oborniki Wielkopolskie Miasto

Trasę uruchomiono 15 grudnia 2019 roku. Połączenie wykorzystuje linię kolejową nr 354. Od grudnia 2021 roku 2 pary pociągów zostały wydłużone do Wyrzyska Osieka.
| Przebieg linii         | Przebieg linii        | Przebieg linii   | Przebieg linii   |
| Stacja/Przystanek      | Miejscowość-Dzielnica | Sprzedaż biletów | Sprzedaż biletów |
| Stacja/Przystanek      | Miejscowość-Dzielnica | Kasa             | Biletomat        |
| ---------------------- | --------------------- | ---------------- | ---------------- |
| Poznań Główny          | Poznań – Łazarz       | T                | T                |
| Poznań Strzeszyn       | Poznań – Strzeszyn    |                  |                  |
| Złotniki Grzybowe      | Złotniki Grzybowe     |                  |                  |
| Złotniki               | Złotniki              |                  |                  |
| Wargowo                | Wargowo               |                  |                  |
| Oborniki Wielkopolskie | Oborniki              | T                |                  |
| Rogoźno Wielkopolskie  | Rogoźno               | T                |                  |
| Budzyń                 | Budzyń                |                  |                  |
| Chodzież               | Chodzież              | T                |                  |
| Piła Główna            | Piła                  | T                |                  |
| Wyrzysk Osiek          | Osiek nad Notecią     |                  |                  |

### Poznań Główny - Łódź Kaliska

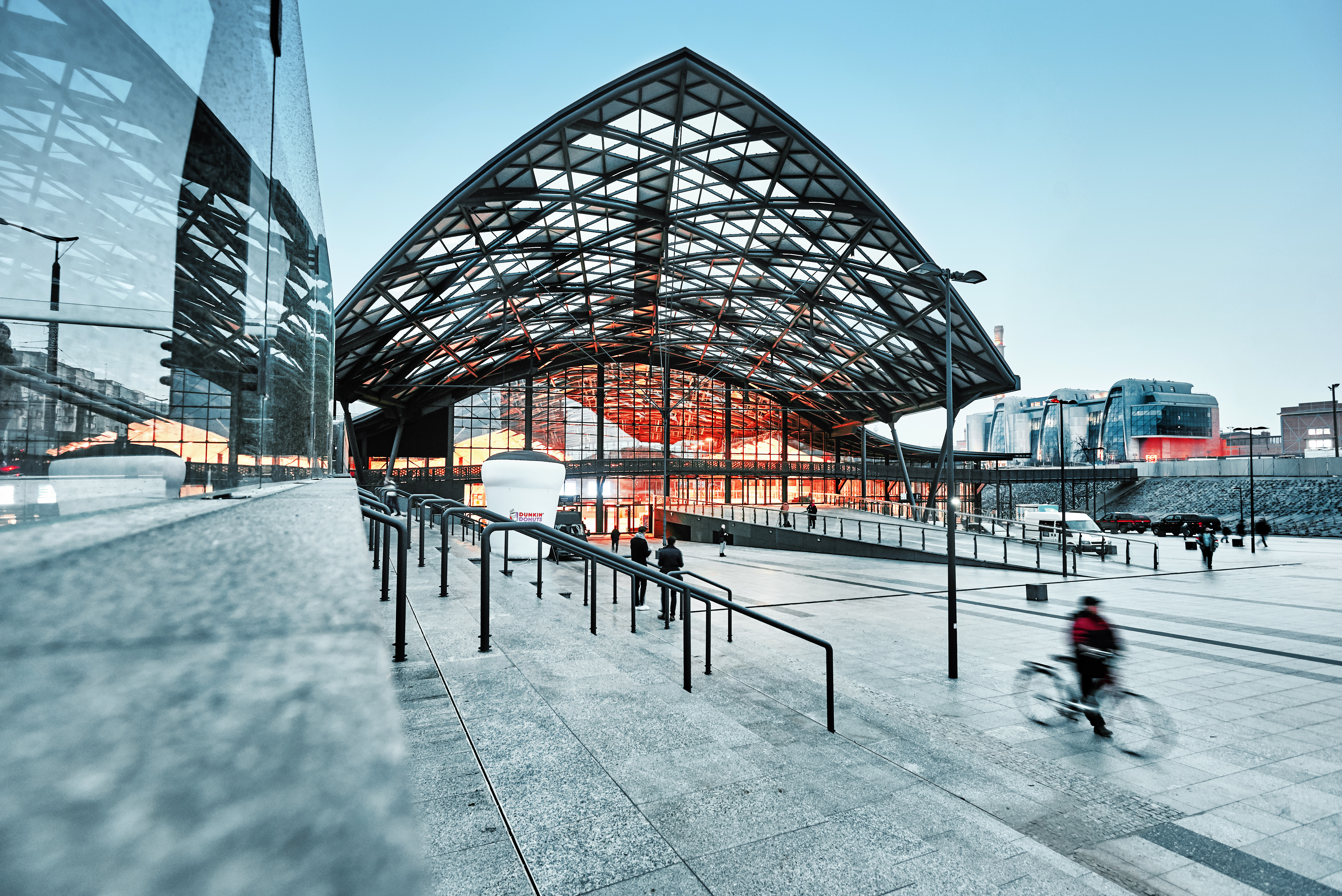
Łódź Fabryczna

Trasa do Łodzi Fabrycznej została oficjalnie uruchomiona z dniem 13 grudnia 2020 roku. Połączenie początkowo miało charakter weekendowy w ilości jednej pary pociągów kursującej w piątki i niedziele. Połączenie będzie wykorzystywać między innymi linię kolejową nr 272 czy linię kolejową nr 14. Od grudnia 2022 pociągi jeżdżą codziennie. W 2024 r. trasę skrócono do Łodzi Kaliskiej.
| Przebieg linii      | Przebieg linii        | Przebieg linii   | Przebieg linii   |
| Stacja/Przystanek   | Miejscowość-Dzielnica | Sprzedaż biletów | Sprzedaż biletów |
| Stacja/Przystanek   | Miejscowość-Dzielnica | Kasa             | Biletomat        |
| ------------------- | --------------------- | ---------------- | ---------------- |
| Poznań Główny       | Poznań – Łazarz       | T                | T                |
| Poznań Dębina       | Poznań – Dębina       |                  |                  |
| Poznań Starołęka    | Poznań – Starołęka    | T                |                  |
| Środa Wielkopolska  | Środa Wielkopolska    | T                |                  |
| Jarocin             | Jarocin               | T                |                  |
| Pleszew             | Kowalew               | T                |                  |
| Ostrów Wielkopolski | Ostrów Wielkopolski   | T                |                  |
| Kalisz              | Kalisz                | T                |                  |
| Sieradz             | Sieradz               | T                |                  |
| Zduńska Wola        | Zduńska Wola          | T                |                  |
| Łódź Kaliska        | Łódź                  | T                |                  |

### Poznań Główny–Rawicz
Trasa została uruchomiona w styczniu 2021 roku w ramach linii PKM 1 Poznań Główny – Kościan, stosowne porozumienie zostało zawarte w dniu 8 października 2020 między Urzędem Marszałkowskim Województwa Wielkopolskiego a Zarządem Stowarzyszenia Metropolia Poznań. Połączenie wykorzystuje linię kolejową nr 271.
| Poznań Główny       | Poznań – Łazarz | T | T |
| Poznań Dębiec       | Poznań – Dębiec | T | T |
| Luboń koło Poznania | Luboń           |   |   |
| Puszczykowo         | Puszczykowo     |   |   |
| Puszczykówko        | Puszczykowo     | T |   |
| Mosina              | Mosina          | T | T |
| Czempiń             | Czempiń         | T | T |
| Kościan             | Kościan         | T |   |
| Stare Bojanowo      | Stare Bojanowo  |   | T |
| Leszno              | Leszno          | T | T |
| Rydzyna             | Rydzyna         |   |   |
| Bojanowo            | Bojanowo        |   |   |
| Rawicz              | Rawicz          | T | T |

### Poznań Główny-Krzyż-Piła Główna

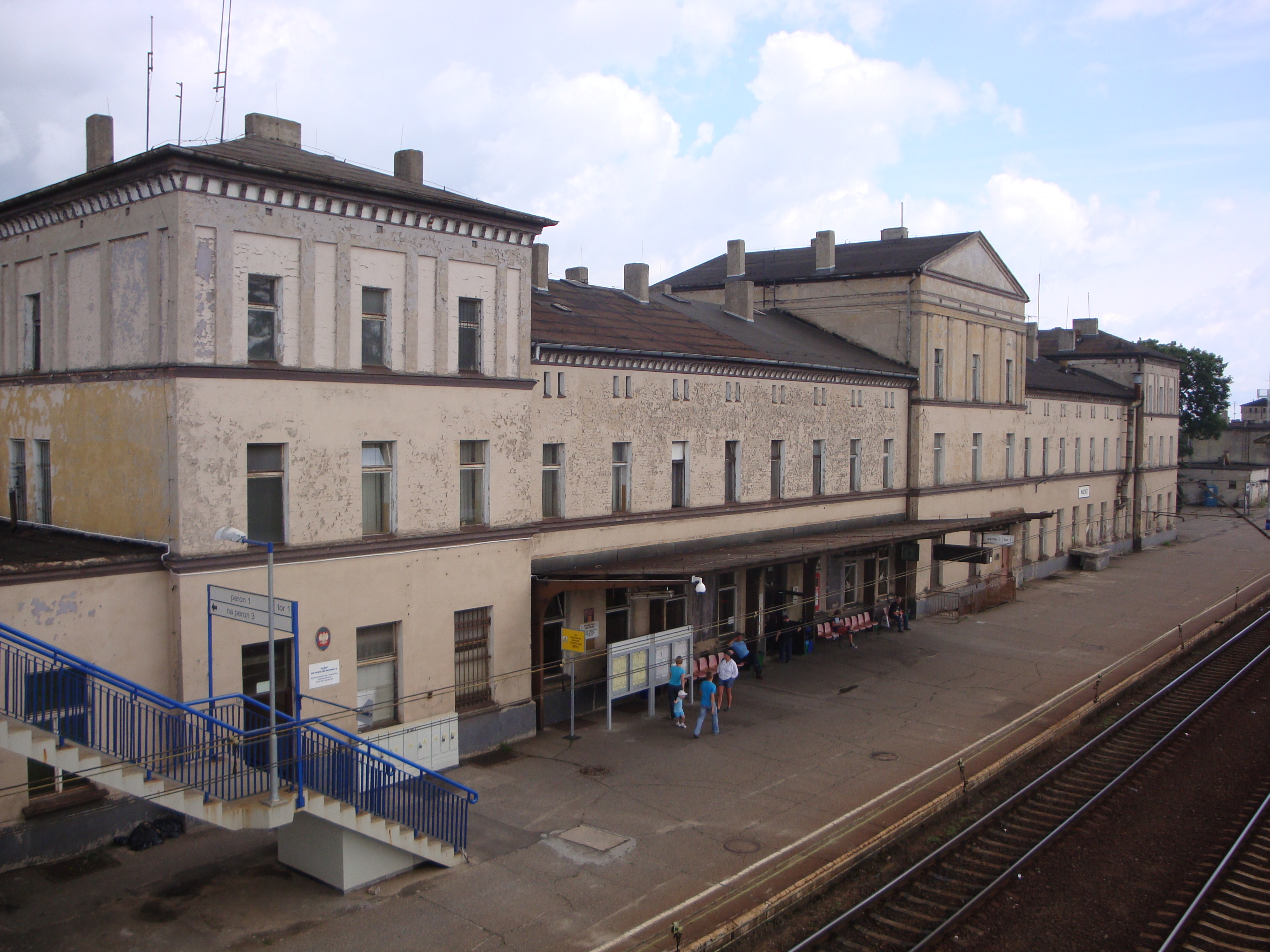
Dworzec Krzyż Wielkopolski

Obsługa linii została przejęta od Polregio 11.12.2022 roku a 15.12.2024 wydłużona została do/z Piły Głównej. Połączenie wykorzystuje linie kolejowe: 351 oraz 203
| Poznań Główny | Poznań – Łazarz       | T | T |
| Poznań Wola   | Poznań – Wola         |   |   |
| Kiekrz        | Kiekrz (wieś), Kiekrz |   |   |
| Rokietnica    | Rokietnica            |   |   |
| Pamiątkowo    | Pamiątkowo            |   |   |
| Szamotuły     | Szamotuły             |   |   |
| Wronki        | Wronki                |   |   |
| Krzyż         | Krzyż Wielkopolski    |   | T |
| Wieleń        | Wieleń Północny       |   |   |
| Trzcianka     | Trzcianka             |   |   |
| Piła Główna   | Piła                  |   | T |

## Bilety
Kanały dystrybucji biletów:

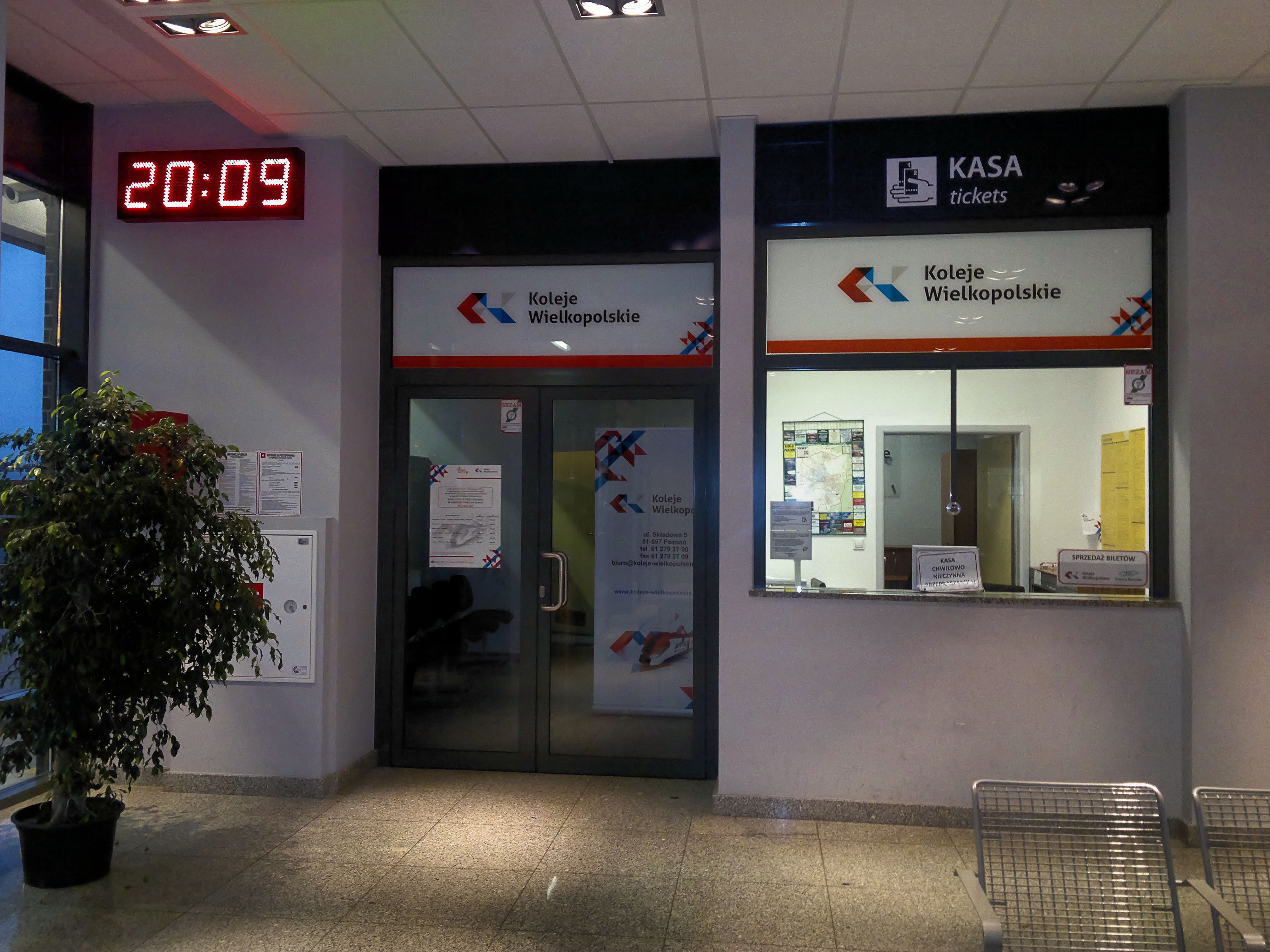
Strefa klienta i kasa Kolei Wielkopolskich w Lesznie

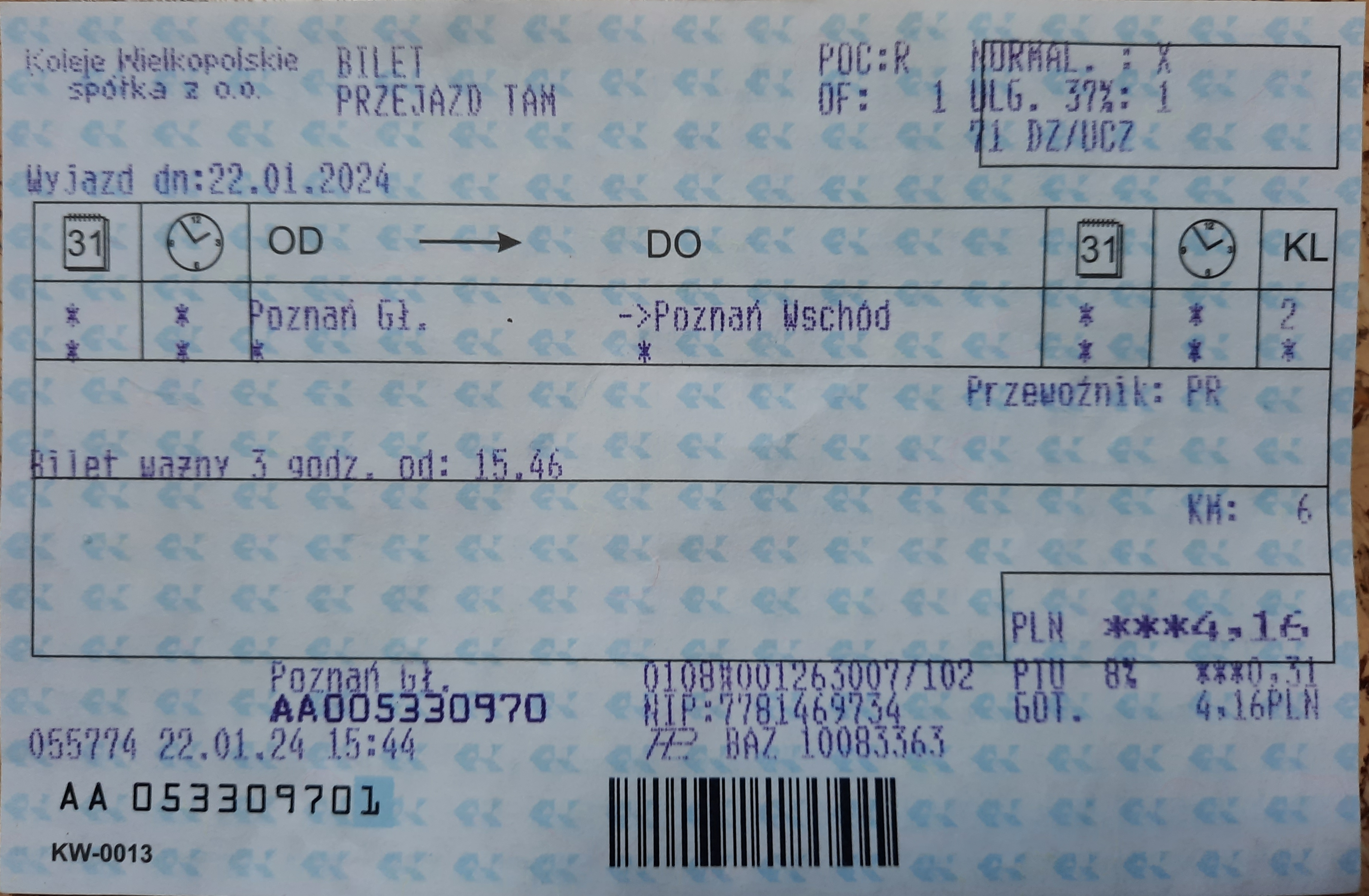

- kasy biletowe spółki na wybranych dworcach kolejowych[214];
- kasy ajencyjne spółki[214];
- biletomaty na wybranych dworcach kolejowych[68];
- aplikacje mobilne: SkyCash[215], mPay[216], KOLEO[217];
- strona internetowa www.biletywielkopolskie.pl (bezpośrednio lub pośrednio przez Internetowe wyszukiwarki połączeń rozklad-pkp.pl i rozklad.plk-sa.pl[218];
- obsługa pociągu[219].

Wspólne bilety z innymi przewoźnikami:
- Bus-Tramwaj-Kolej – Jeden Bilet – wspólny bilet miesięczny z ZTM Poznań i Polregio obowiązujący w promieniu 30 kilometrów od Poznania[220],
- REGIOkarnet – wspólny bilet 3-dniowy z Arrivą RP, Kolejami Małopolskimi, Kolejami Śląskimi, Łódzką Koleją Aglomeracyjną i Polregio[221],
- Wspólny Bilet Samorządowy – wspólny bilet 24-godzinny z Arrivą RP, Kolejami Dolnośląskimi, Kolejami Małopolskimi, Kolejami Mazowieckimi, Kolejami Śląskimi, Łódzką Koleją Aglomeracyjną i Warszawską Koleją Dojazdową[222].

Dodatkowo spółka oferuje oferty specjalne obniżające koszty dla osób podróżujących regularnie, bądź w grupach.

## Marketing i promocja
Koleje Wielkopolskie biorą udział w wielu przedsięwzięciach, mających na celu promocję spółki. 28 kwietnia 2012 przewoźnik na czas Parady Parowozów uruchomił dodatkowe kursy z Poznania, Leszna i Zbąszynka do Wolsztyna. W ostatni weekend maja 2012 zorganizowano także kursy na piknik lotniczy Aeroklubu Ostrowskiego na lotnisko w Michałkowie.
Podczas Euro 2012 na Dworcu Letnim oglądać można było wystawę prac Witolda Zakrzewskiego związanych z piłkarską imprezą. Innym wydarzeniem organizowanym na Dworcu Letnim, był Festiwal Sztuki Słowa Verba Sacra, podczas którego czytano nieznane utwory Janusza Korczaka.
21 listopada 2012 odbył się przejazd promocyjny EN76-028 na trasie z Poznania do Gniezna i Opalenicy połączony ze zwiedzaniem zespołu trakcyjnego. 26 lipca 2013 przeprowadzono podobną akcję na trasie Gniezno – Poznań, gdzie podróżowano z maksymalną prędkością drogową, wynoszącą 150 km/h.
Spółka włączyła się również do XXI Finału WOŚP, przekazując na aukcje czapki konduktorskie oraz inne firmowe gadżety.
8 maja 2013 przewoźnik, wspólnie z Powiatową Biblioteką Publiczną w Wągrowcu, włączył się w Tydzień Bibliotek, organizując akcję Czytanie w banie.
1 czerwca 2013 w Dzień Dziecka, Koleje Wielkopolskie zorganizowały na trasie wokół Poznania darmowy przejazd Elfem dla najmłodszych.
Z okazji XXII Finału WOŚP Koleje Wielkopolskie zapewniły kwestującym bezpłatne przejazdy.
W 2014 Koleje Wielkopolskie również zadbały o najmłodszych, organizując 1 czerwca promocyjny przejazd i wstęp do Muzeum Rolnictwa i Przemysłu Rolno-Spożywczego w Szreniawie.
26 grudnia 2014 Koleje Wielkopolskie współorganizowały inscenizację przyjazdu Ignacego Jana Paderewskiego podczas rocznicowych obchodów wybuchu Powstania Wielkopolskiego
Koleje Wielkopolskie podjęły współpracę z Gnieźnieńskim Towarzystwem Sportowym Basket. Logo przewoźnika znajduje się na koszulkach zawodniczek.
31 maja 2015, w przeddzień Dnia Dziecka, wraz z muzeum w Szreniawie przewoźnik zorganizował atrakcje dla najmłodszych pasażerów – bezpłatny przejazd z Poznania wraz ze zwiedzaniem muzeum.
Przewoźnik włączył się w obchody 97. rocznicy Powstania Wielkopolskiego – inscenizację przyjazdu Ignacego Paderewskiego do Poznania, mającą miejsce na Dworcu Letnim.
W ramach 24. Finału Wielkiej Orkiestry Świątecznej Pomocy, Koleje Wielkopolskie włączyły się w akcję zbiórki pieniędzy oferując aukcje dające możliwość wyświetlania życzeń w pojazdach spółki z okazji Walentynek i Dnia Matki.
W ostatnią niedzielę maja 2016 przewoźnik zorganizował Dzień Dziecka – podstawiony pociąg przewiózł najmłodszych do Muzeum Rolnictwa w Szreniawie, gdzie na dzieci czekało wiele atrakcji, jak konkursy, quizy, zabawy.
26 grudnia 2016, jak w ubiegłych latach, przewoźnik wspomógł inscenizację obchodów 98. rocznicy wybuchu Powstania Wielkopolskiego użyczając lokomotywy parowej i wagonów.
Na początku 2017 roku Koleje Wielkopolskie ponownie włączyły się w zbiórkę pieniędzy w ramach XXV WOŚP. W aukcjach charytatywnych wystawiono gadżety związane z Kolejami Wielkopolskimi czy możliwość wyświetlenia życzeń walentynkowych w pociągach spółki.
4 czerwca 2017, z okazji Dnia Dziecka, najmłodsi mogli wybrać się na przejażdżkę pociągiem Kolei Wielkopolskich. Przewoźnik podstawił bezpłatny pociąg, skąd dzieci z opiekunami mogli wybrać się do Muzeum Narodowego Rolnictwa i Przemysłu Rolno-Spożywczego w Szreniawie.
Pod koniec czerwca przewoźnik podstawił specjalny pociąg relacji Poznań Główny – Zakrzewo Złotowskie z okazji 25. edycji festiwalu Blues Express. Na stacjach na trasie przejazdu odbywały się koncerty kapel bluesowych, a w Zakrzewie miał miejsce finał imprezy

## Finanse i wyniki przewozowe
Jedynym właścicielem spółki Koleje Wielkopolskie, zgodnie z aktem założycielskim, jest województwo wielkopolskie. Kapitał początkowy spółki wynosił 2 500 000 złotych. W 2010 został on podwojony, a do końca 2011 powiększony o kolejne 2 500 000 złotych. W 2012 majątek spółki wynosił 10 000 000 złotych W 2013 kapitał Kolei Wielkopolskich wynosił 12 000 000 złotych, a rok później wzrósł o kolejne 3 000 000 złotych. W 2015 roku po raz kolejny podniesiono kapitał zakładowy spółki i w kwietniu wynosił on 18 726 500 zł. Na początku 2016 roku wartość przewoźnika ustalono na 23 726 500 zł.
W 2014 odnotowano pierwszy w historii spółki rok z zyskiem – Koleje Wielkopolskie zarobiły około 300 tysięcy złotych.
Liczbę pasażerów w kolejnych latach oraz wykonaną pracę przewozową (liczbę pasażerokilometrów) prezentują poniższe wykresy:

## Prezesi
| Od               | Do               | Prezes                  |        |
| ---------------- | ---------------- | ----------------------- | ------ |
| 28 września 2009 | październik 2010 | Jarosław Polaszewski    | [ 30 ] |
| październik 2010 | 22 czerwca 2021  | Włodzimierz Wilkanowicz | [ 37 ] |
| 23 czerwca 2021  |                  | Marek Nitkowski         | [ 2 ]  |

## Nagrody i wyróżnienia
- 2014 – Najwyższa Jakość Quality International 2014 (kategoria QI SERVICES – usługa najwyższej jakości)[261]
- 2015 – Solidna Firma 2014[262]
- 2015 – Medal Polskiej Przedsiębiorczości 2015[263]
- 2015 – Najwyższa Jakość Quality International 2015 (kategoria QI SERVICES – usługa najwyższej jakości)[264]
- 2015 – Certyfikaty ISO: systemy zarządzania jakością (Norma PN-EN ISO 9001:2008); systemy zarządzania środowiskowego (Norma PN-EN ISO 14001:2004) oraz systemy zarządzania bezpieczeństwem i higieną pracy (Norma PN-N-18001: 2004)[265]
- 2016 – Symbol Komunikacji Kolejowej 2015[266]
- 2016 – Solidna Firma 2015[267]
- 2016 – Najwyższa Jakość Quality International 2016 (kategoria QI SERVICES – usługa najwyższej jakości)[268]
- 2017 – Symbol Skutecznego Zarządzania 2016[269]
- 2017 – Solidna Firma 2016[270]
- 2017 – Najwyższa Jakość Quality International 2017 (kategoria QI SERVICES – usługa najwyższej jakości)[271]